# Рекорди титулу чемпіона світу з боксу у важкій вазі
Нижче наведена статистика та рекорди титулу чемпіона світу з боксу у важкій вазі.

## Визнання чемпіонства

### 1884—1921
- Лінійний титул вважався єдиною формою чемпіонського звання до 2 липня 1921. Лінійного чемпіона неформально називають the man who beat the man, оскільки єдиним способом здобуття звання вважається лише перемога над діючим чемпіоном або (якщо титул вакантний через завершення кар'єри чемпіона, дискваліфікацію тощо) перемога в бою між претендентом № 1 та претендентом № 2 (інколи претендентом № 3).

### 1921–наші дні

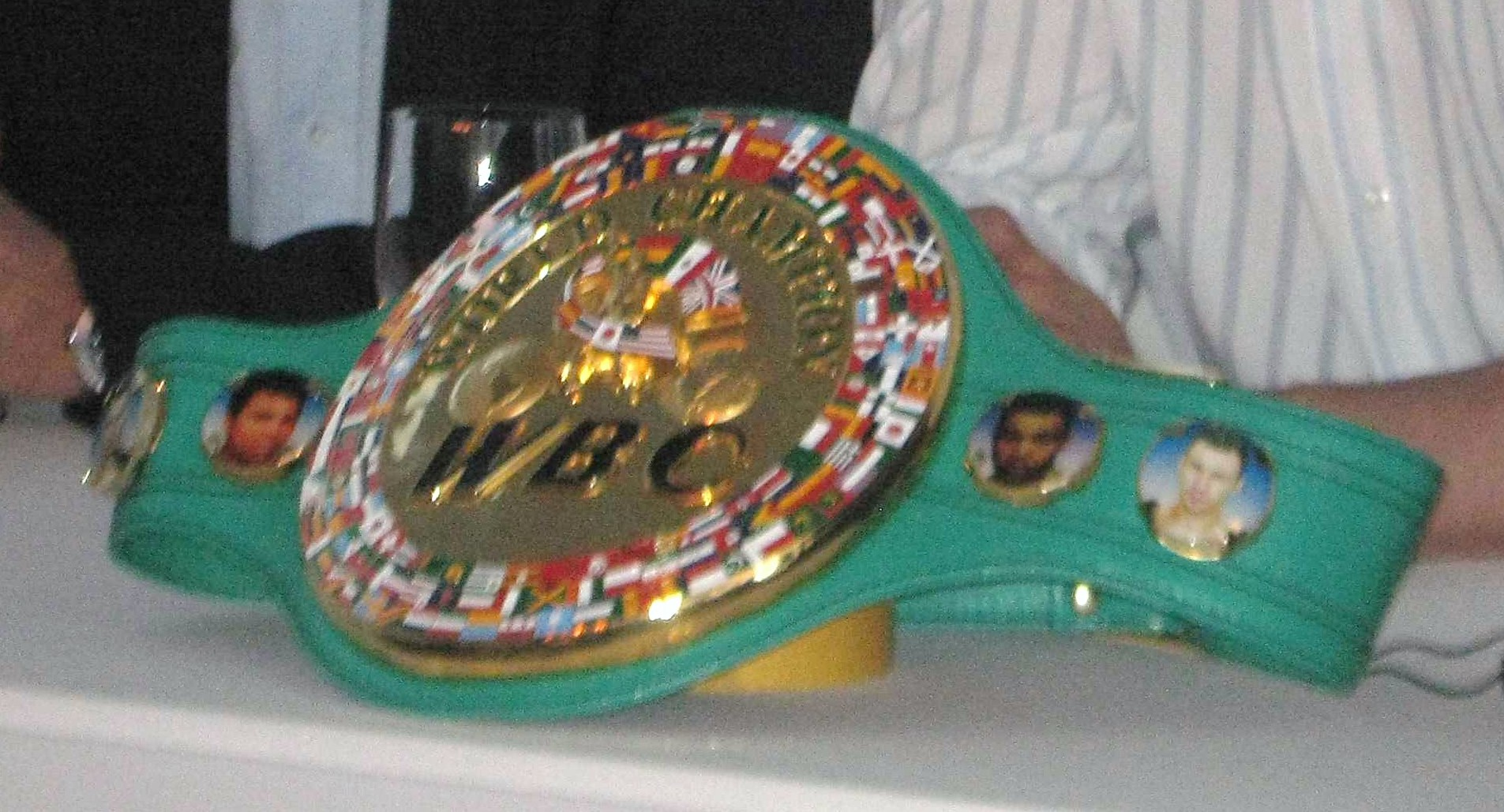
Пояс чемпіона світу за версією WBC
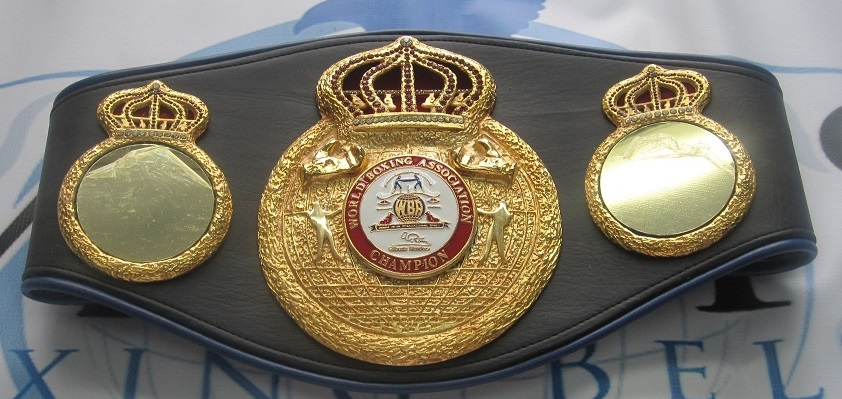
Пояс чемпіона світу за версією WBA
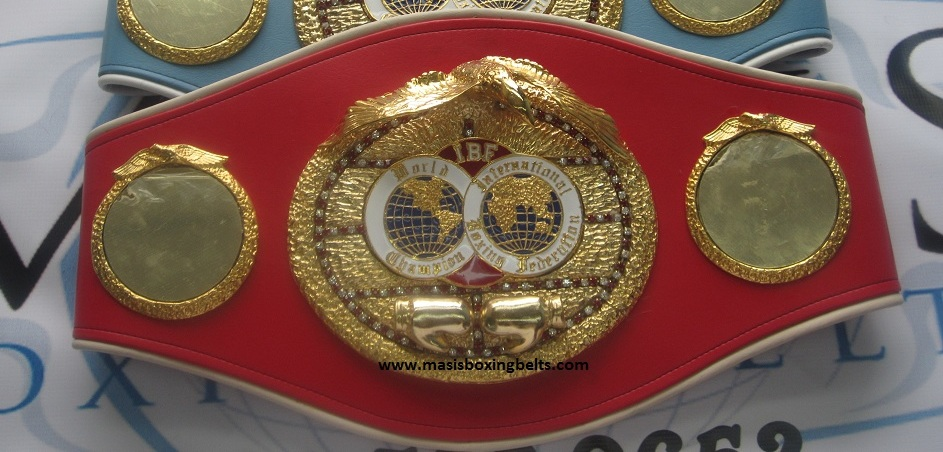
Пояс чемпіона світу за версією IBF
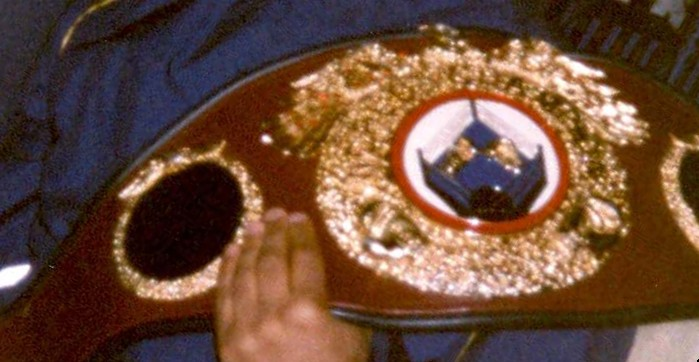
Пояс чемпіона світу за версією WBO
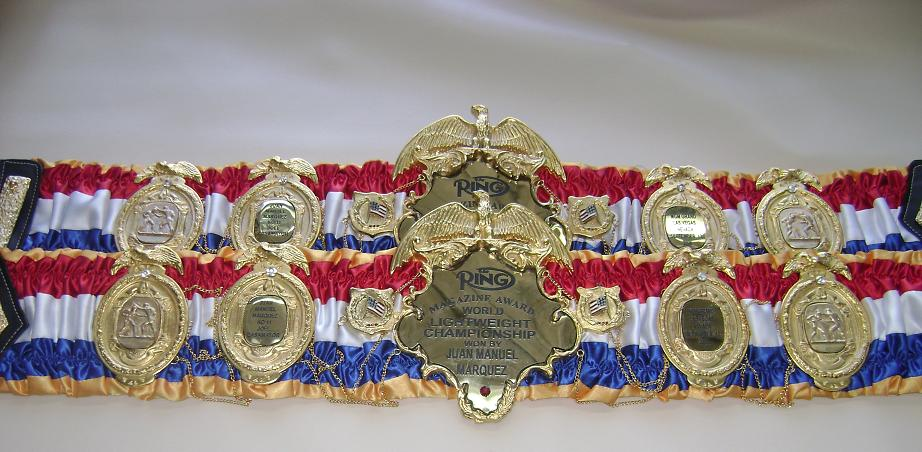
Пояс чемпіона світу за версією The Ring

Зі зростанням популярності боксу почали з'являтися професійні організації. Визнання публіки доповнюється (або в деяких випадках суперечить) визнанням однією або кількома спортивними комісіями чи санкціонованими органами. Головними організаціями за версією Міжнародного залу боксерської слави (IBHOF) вважаються:
- Спортивна комісія Нью-Йорку (NYSAC). Створена для контролю над боксерськими поєдинками в штаті Йью-Йорк, однак досить швидко розширила свої повноваження завдяки статусу Нью-Йорку як «епіцентру» світового боксу впродовж 1930х—1950х років. Разом з IBU підтримала заснування WBC.
- Національна боксерська асоціація (NBA) була заснована в 1921 році. В 1962, організація реформувалася в Світову боксерську асоціацію (WBA).
- Світова боксерська рада (WBC) була заснована в 1963.
- Міжнародна боксерська федерація (IBF), створена в 1983 членами Асоціації боксу США після того, як організація припинила співпрацю з WBA.
- Світова боксерська організація (WBO), заснована в 1989 колишніми членами WBC. IBHOF визнав WBO однією з головних організацій не пізніше 23 серпня 1997 року.[nb 1]

Окрім них, бійці також змагаються за чемпіонські звання, котрі не вважаються головними, однак грають важливу роль в «легітимізації» чемпіона:
- Журнал The Ring нагороджує бійців чемпіонськими титулами з 1922 року, з перервою в 1990—2001 рр. До 1990 року, «лінійні» чемпіони суттєво не відрізнялись від володарів титулу за версією журналу. Після відновлення чемпіонства в 2001, журнал почав власну лінію «спадкоємництва». В травні 2012 року редакція The Ring суттєво змінила правила. Відтепер, вакантним титулом нагороджується переможець бою а) між претендентом № 1 та претендентом № 2 б) між претендентом № 1/№ 2 та претендентом № 3/№ 4/№ 5. Чемпіон у важкій вазі втрачає титул трьома способами а) поразкою б) небажанням організувати поєдинок протягом 18 місяців в) небажанням організувати поєдинок з претенденом із топ-5 протягом 2 років г) завершенням кар'єри.[6]

## Найбільша кількість переможених суперників в боях за титул чемпіона світу

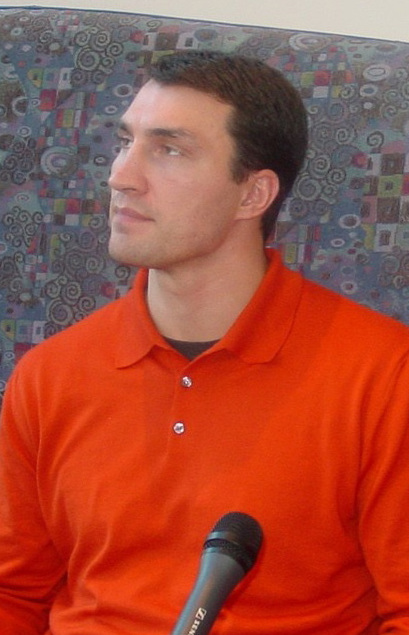
Володимир Кличко
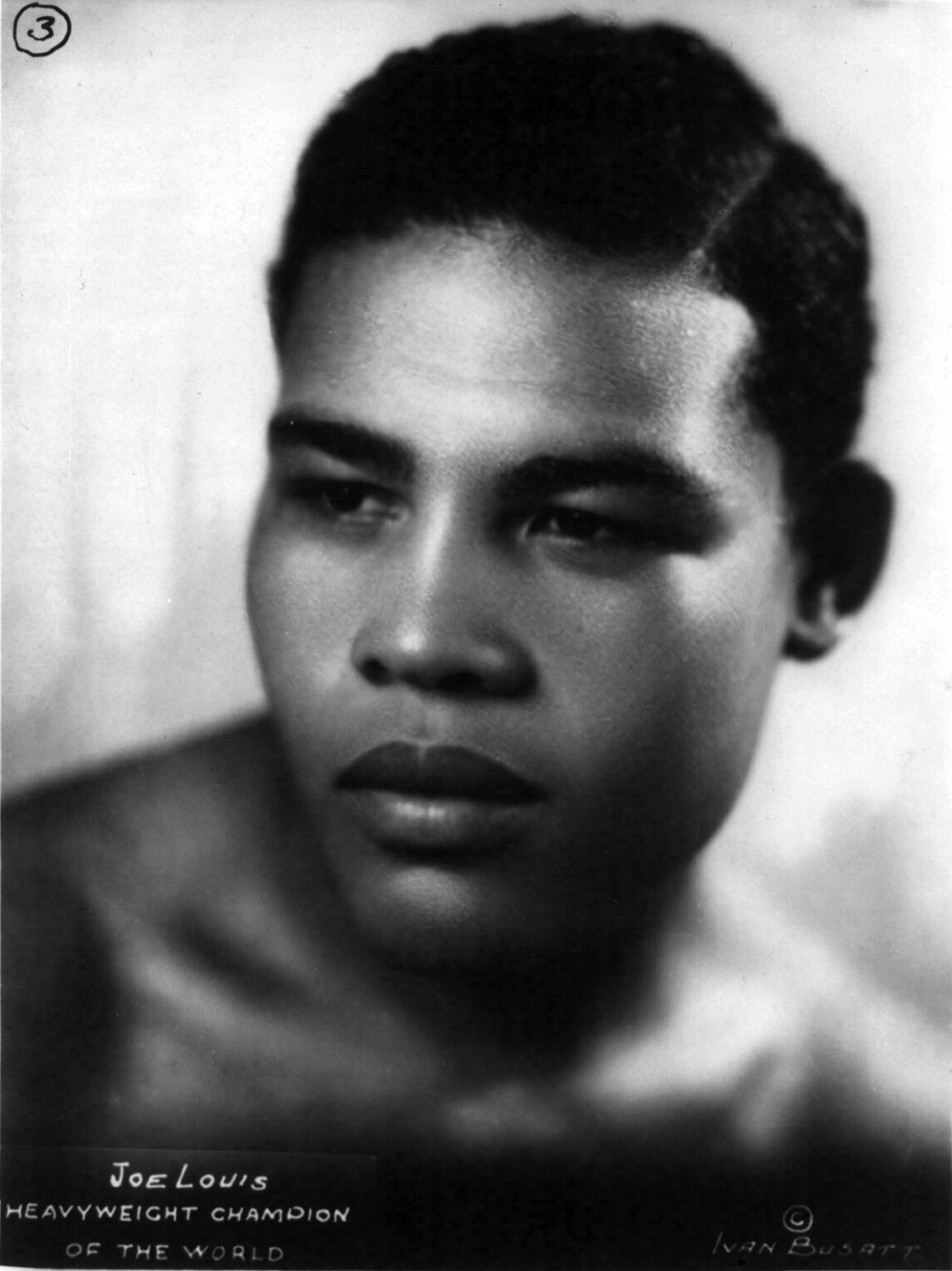
Джо Луїс
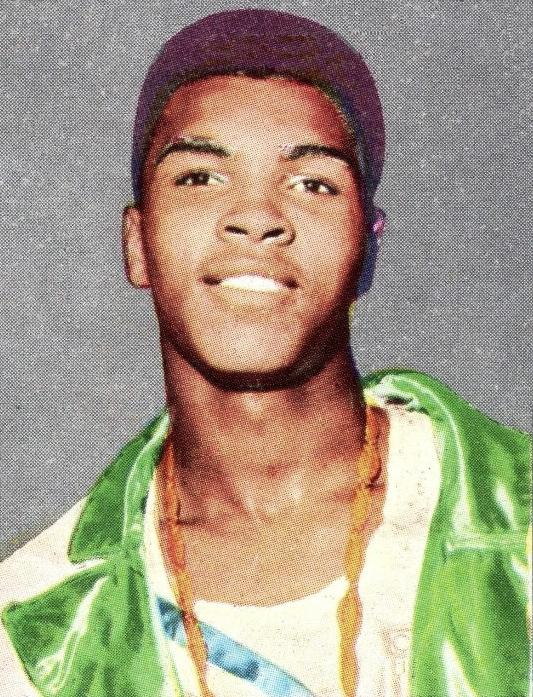
Мухамед Алі
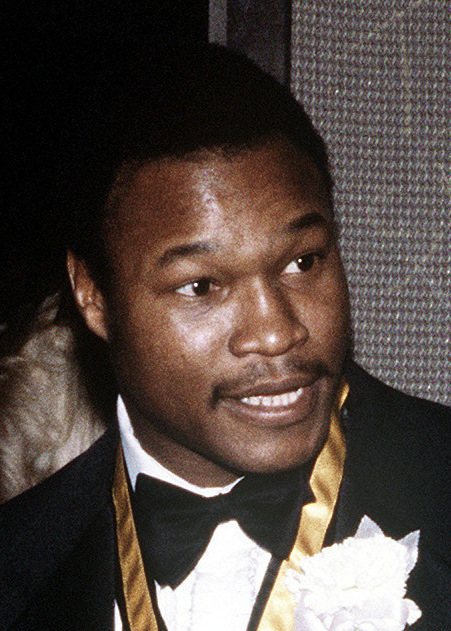
Ларрі Голмс
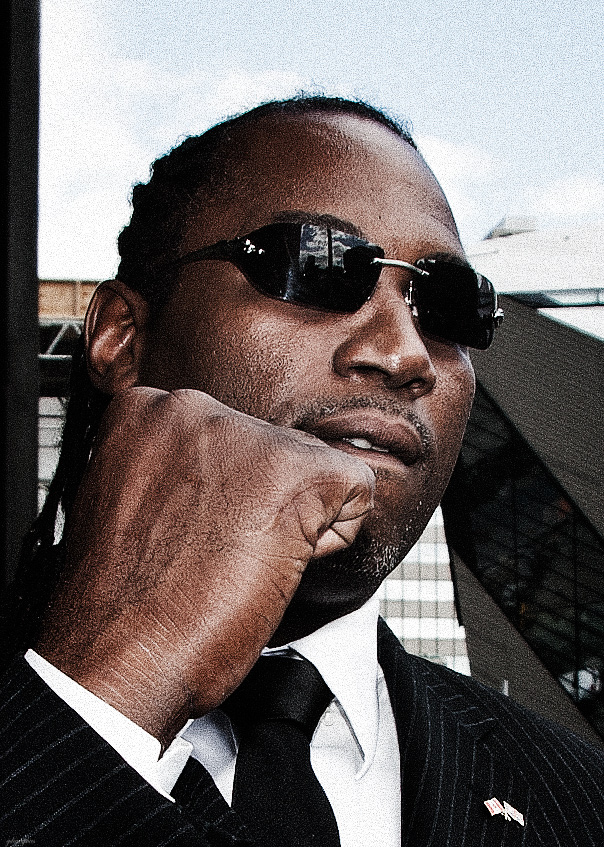
Леннокс Льюїс

Keys:
     діючий чемпіон
Примітка: другорядні чемпіонства не враховуються

### Усі чемпіонські терміни

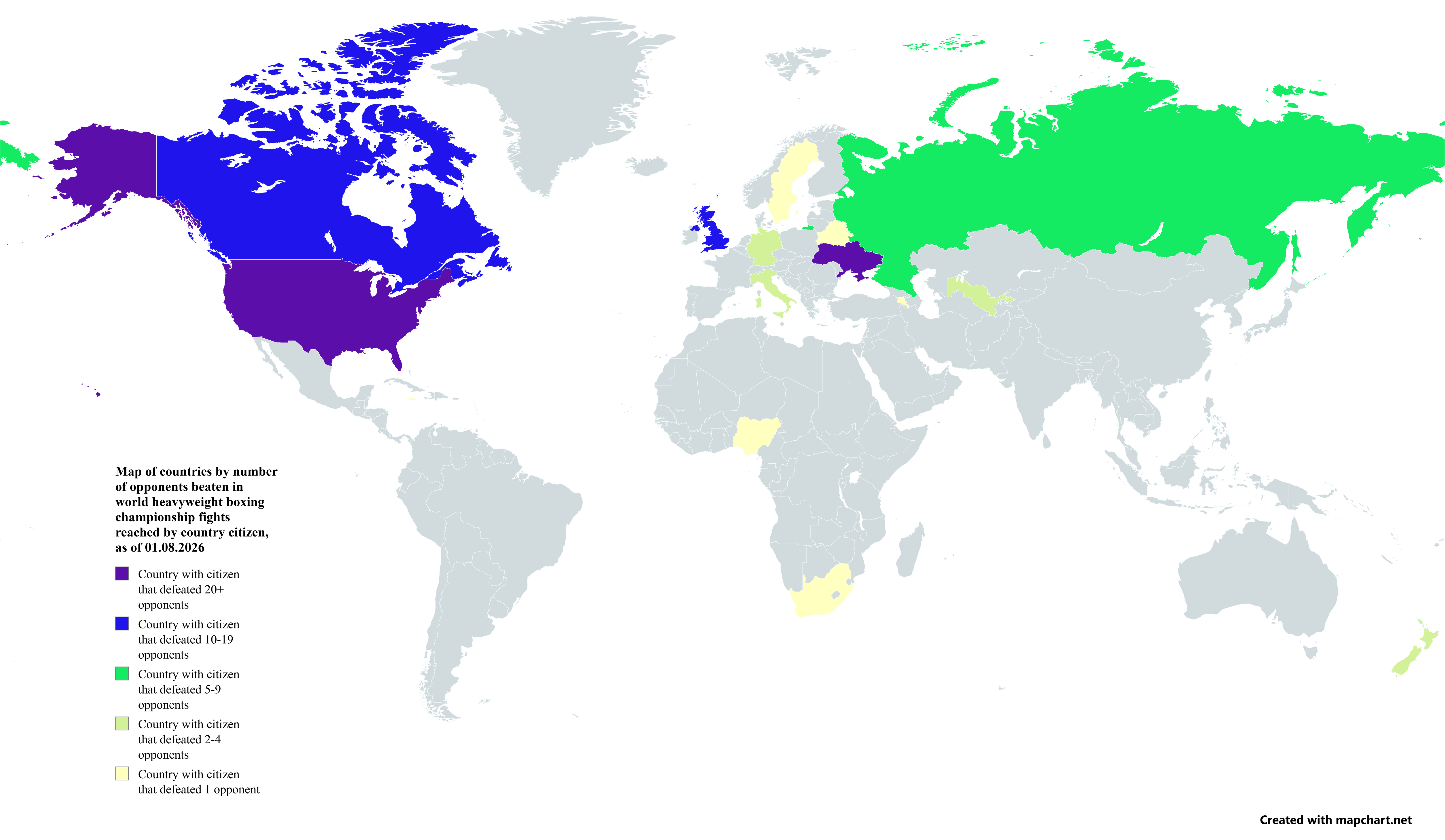
Мапа країн світу за кількістю переможених суперників в бою за титул чемпіона світу у важкій вазі, досягнутою громадянином даної країни (станом на грудень 2022)

Список не враховує бої за титул «лінійного» чемпіона та чемпіона за версією The Ring після 2 липня 1921 року.
| №   | Ім'я             | Початок-кінець чемпіонського терміну | Титул                                           | Переможені бійці |
| --- | ---------------- | --- | ----------------------------------------------- | ---------------- |
| 1.  | Володимир Кличко | 1. 14 жовтня 2000 — 8 березня 2003 2. 22 квітня 2006 — 28 листопада 2015                                                                              | 1. WBO 2. IBF, WBO, WBA                         | 23               |
| 2.  | Джо Луїс         | 22 червня 1937 — 1 березня 1949 | NYSAC, NBA                                      | 22               |
| 3.  | Мухамед Алі      | 1. 25 лютого 1964 — 11 березня 1969 2. 30 жовтня 1974 — 15 лютого 1978 3. 15 вересня 1978 — 18 жовтня 1979                                            | 1. WBA, WBC 2. WBA, WBC 3. WBA                  | 21               |
| 4.  | Ларрі Голмс      | 9 червня 1978 — 21 вересня 1985 | WBC, IBF                                        | 20               |
| 5.  | Леннокс Льюїс    | 1. 14 грудня 1992 — 24 вересня 1994 2. 7 лютого 1997 — 22 квітня 2001 3. 11 листопада 2001 — 6 лютого 2004                                            | 1. WBC 2. WBC, WBA, IBF 3. WBC, IBF             | 15               |
| 5.  | Віталій Кличко   | 1. 26 червня 1999 — 1 квітня 2000 2. 24 квітня 2004 — 9 листопада 2005 3. 11 жовтня 2008 — 15 грудня 2013                                             | 1. WBO 2. WBC 3. WBC                            | 15               |
| 7.  | Майк Тайсон      | 1. 22 листопада 1986 — 11 лютого 1990 2. 16 березня 1996 — 9 листопада 1996                                                                           | 1. WBC, WBA, IBF 2. WBC, WBA                    | 11               |
| 8.  | Джо Фрейзер      | 4 березня 1968 — 22 січня 1973 | NYSAC, WBA, WBC                                 | 10               |
| 9.  | Томмі Бернс      | 23 лютого 1906 — 26 грудня 1908 | лінійний                                        | 9                |
| 9.  | Евандер Холіфілд | 1. 25 жовтня 1990 — 13 листопада 1992 2. 6 листопада 1993 — 22 червня 1994 3. 9 листопада 1996 — 13 листопада 1999 4. 12 серпня 2000 — 3 березня 2001 | 1. WBC, WBA, IBF 2. WBA, IBF 3. WBA, IBF 4. WBA | 9                |
| 9.  | Ентоні Джошуа    | 1. 9 квітня 2016 — 1 червня 2019 2. 1 грудня 2019 — 25 вересня 2021                                                                                   | IBF, WBO, WBA                                   | 9                |
| 12. | Еззард Чарльз    | 27 вересня 1950 — 18 липня 1951 | NBA, NYSAC                                      | 8                |
| 12. | Деонтей Уайлдер  | 15 січня 2015 — 22 лютого 2020 | WBC                                             | 8                |
| 14. | Флойд Паттерсон  | 1. 30 листопада 1956 — 26 червня 1959 2. 20 червня 1960 — 25 вересня 1962                                                                             | NYSAC, NBA                                      | 7                |
| 14. | Джек Джонсон     | 26 грудня 1908 — 5 квітня 1915 | лінійний                                        | 7                |

### Усі чемпіонські терміни чемпіонів абсолютних/лінійних/The Ring

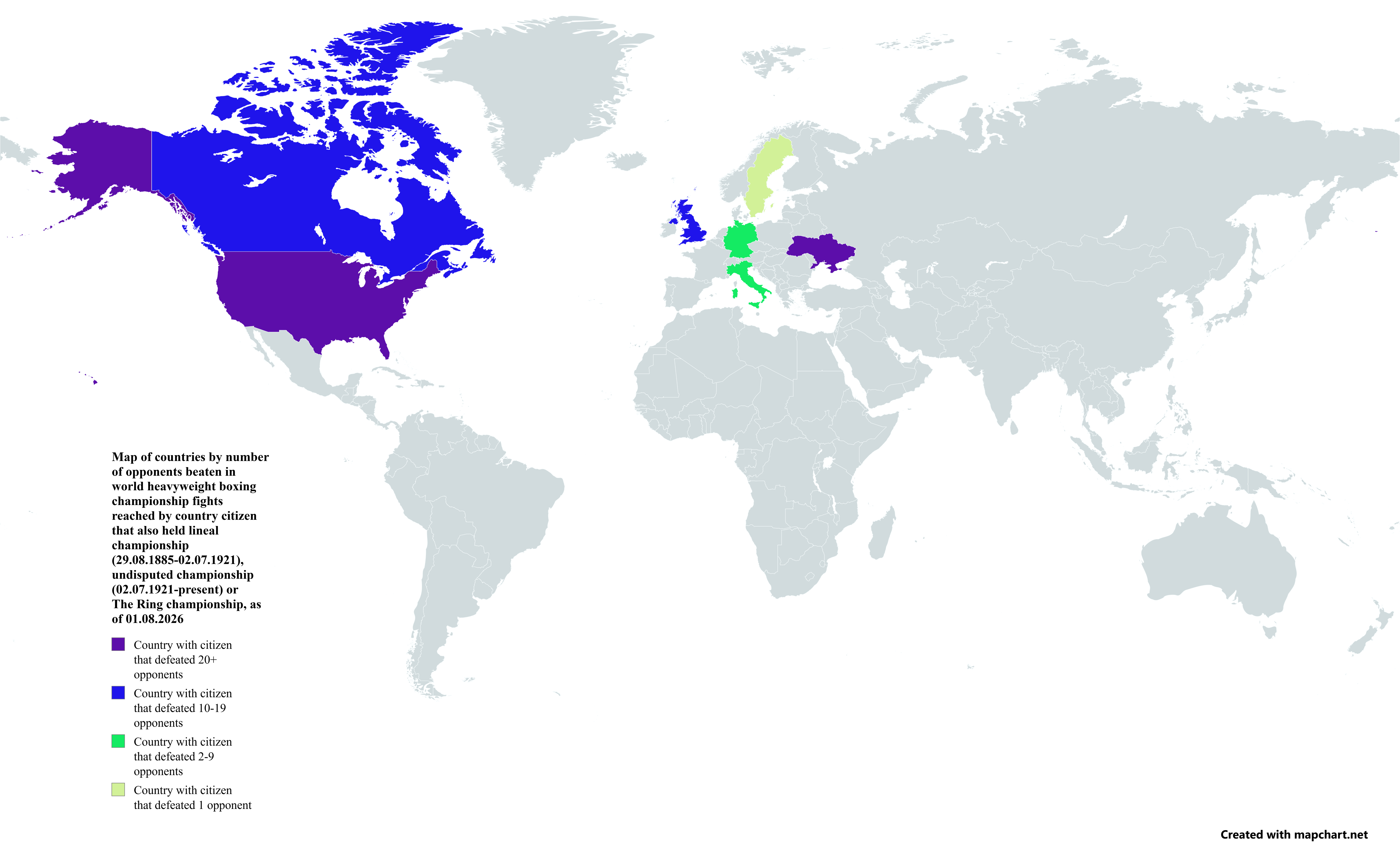
Карта країн світу за кількістю переможених суперників в бою за титул чемпіона світу у важкій вазі, досягнутою громадянином даної країни — чемпіоном абсолютним (2 липня 1921—наш час), лінійним (29 серпня 1885—2 липня 1921), The Ring; станом на грудень 2022

Список не враховує бої за титул «лінійного» чемпіона та чемпіона за версією The Ring після 2 липня 1921 року, однак до списку включені лише чемпіони, котрі змогли виграти титул абсолютний (2 липня 1921—наш час), лінійний (29 серпня 1885—2 липня 1921), The Ring.
| №   | Ім'я             | Початок-кінець чемпіонського терміну | Титул                                           | Переможені бійці |
| --- | ---------------- | --- | ----------------------------------------------- | ---------------- |
| 1.  | Володимир Кличко | 1. 14 жовтня 2000 — 8 березня 2003 2. 22 квітня 2006 — 28 листопада 2015                                                                              | 1. WBO 2. IBF, WBO, WBA                         | 23               |
| 2.  | Джо Луїс         | 22 червня 1937 — 1 березня 1949 | NYSAC, NBA                                      | 22               |
| 3.  | Мухамед Алі      | 1. 25 лютого 1964 — 11 березня 1969 2. 30 жовтня 1974 — 15 лютого 1978 3. 15 вересня 1978 — 18 жовтня 1979                                            | 1. WBA, WBC 2. WBA, WBC 3. WBA                  | 21               |
| 4.  | Ларрі Голмс      | 9 червня 1978 — 21 вересня 1985 | WBC, IBF                                        | 20               |
| 5.  | Леннокс Льюїс    | 1. 14 грудня 1992 — 24 вересня 1994 2. 7 лютого 1997 — 22 квітня 2001 3. 11 листопада 2001 — 6 лютого 2004                                            | 1. WBC 2. WBC, WBA, IBF 3. WBC, IBF             | 15               |
| 5.  | Віталій Кличко   | 1. 26 червня 1999 — 1 квітня 2000 2. 24 квітня 2004 — 9 листопада 2005 3. 11 жовтня 2008 — 15 грудня 2013                                             | 1. WBO 2. WBC 3. WBC                            | 15               |
| 7.  | Майк Тайсон      | 1. 22 листопада 1986 — 11 лютого 1990 2. 16 березня 1996 — 9 листопада 1996                                                                           | 1. WBC, WBA, IBF 2. WBC, WBA                    | 11               |
| 8.  | Джо Фрейзер      | 4 березня 1968 — 22 січня 1973 | NYSAC, WBA, WBC                                 | 10               |
| 9.  | Томмі Бернс      | 23 лютого 1906 — 26 грудня 1908 | лінійний                                        | 9                |
| 9.  | Евандер Холіфілд | 1. 25 жовтня 1990 — 13 листопада 1992 2. 6 листопада 1993 — 22 червня 1994 3. 9 листопада 1996 — 13 листопада 1999 4. 12 серпня 2000 — 3 березня 2001 | 1. WBC, WBA, IBF 2. WBA, IBF 3. WBA, IBF 4. WBA | 9                |
| 11. | Еззард Чарльз    | 27 вересня 1950 — 18 липня 1951 | NBA, NYSAC                                      | 8                |
| 12. | Флойд Паттерсон  | 1. 30 листопада 1956 — 26 червня 1959 2. 20 червня 1960 — 25 вересня 1962                                                                             | NYSAC, NBA                                      | 7                |
| 12. | Джек Джонсон     | 26 грудня 1908 — 5 квітня 1915 | лінійний                                        | 7                |
| 14. | Джеймс Джеффріс  | 9 червня 1899 — 13 травня 1905 | лінійний                                        | 6                |
| 14. | Джек Демпсі      | 4 липня 1919 — 23 вересня 1926 | лінійний-до-абсолютний                          | 6                |

### Чемпіонські терміни чемпіонів абсолютних/лінійних/The Ringз чемпіонствами абсолютними/лінійними/The Ring/об'єднаними, перемогами над чемпіонами світу

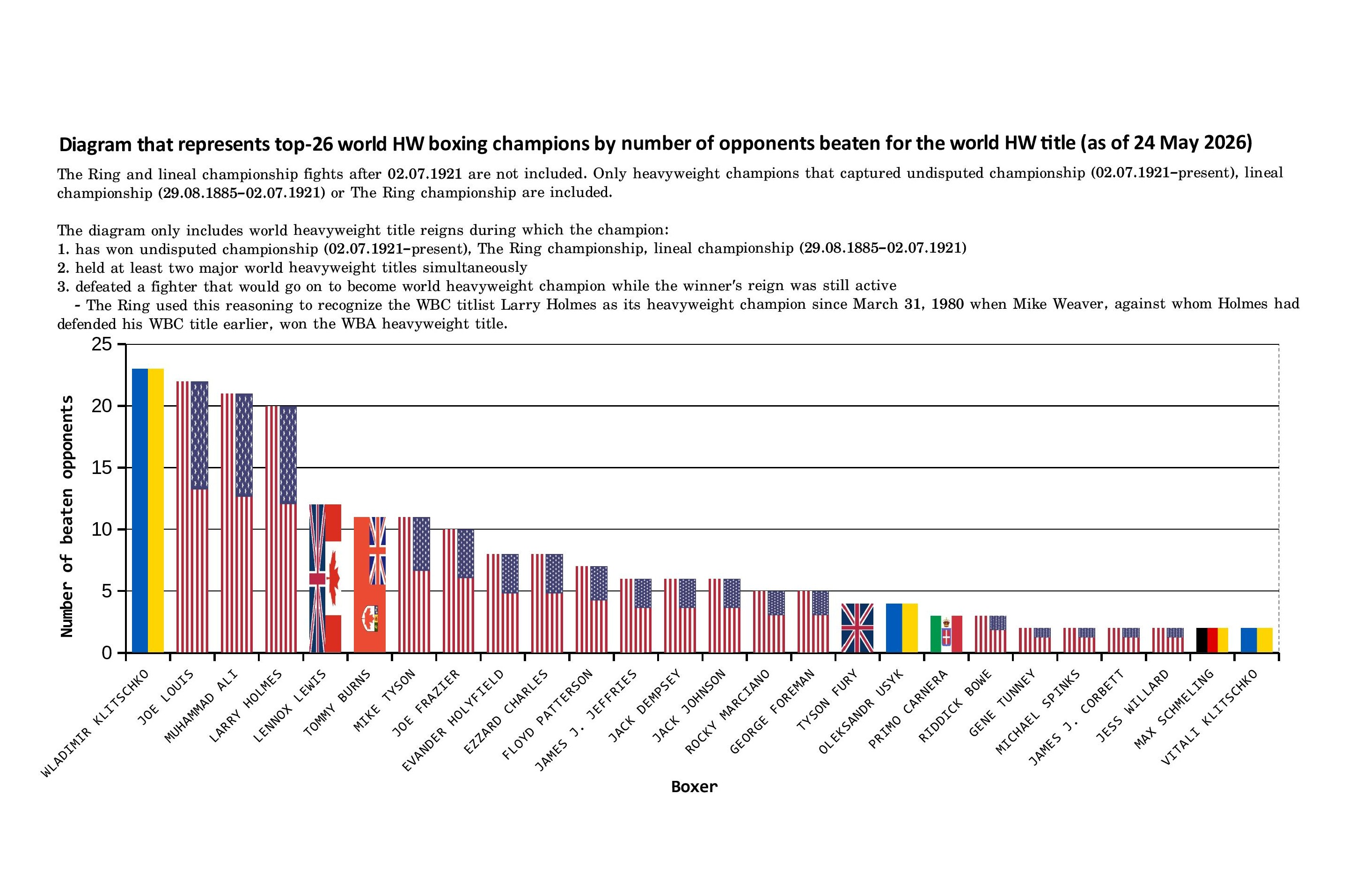
Таблиця 26 найкращих чемпіонів світу у важкій вазі за кількістю суперників переможених за титул (станом на 20 липня 2025)

Список не враховує бої за титул «лінійного» чемпіона та чемпіона за версією The Ring після 2 липня 1921 року, однак до списку включені лише чемпіони, котрі змогли виграти титул абсолютний (2 липня 1921—наш час), лінійний (29 серпня 1885—2 липня 1921), The Ring.
До списку враховані лише чемпіонські терміни, під час яких чемпіон:
- здобув титул абсолютний, (2 липня 1921—наш час), лінійний (29 серпня 1885—2 липня 1921), The Ring
- об'єднав титули[7][8][9][10]
- переміг бійця
  - а) змушеного відмовитися від титулу чемпіона перед самим поєдинком за правилами організації
  - б) котрий невдовзі після поєдинку, а точніше під час чинного чемпіонського терміну переможця, здобув чемпіонство іншої організації.

Станом на 20 липень 2025.
| №   | Ім'я             | Початок-кінець чемпіонського терміну                                                                               | Титул                                                               | Переможені чемпіони (титул) | Переможені бійці |
| --- | ---------------- | --- | ------------------------------------------------------------------- | --------------------------- | ---------------- |
| 1.  | Володимир Кличко | 1. 14 жовтня 2000 — 8 березня 2003 2. 22 квітня 2006 — 28 листопаду 2015                                           | 1. WBO 2. об'єднаний + The Ring                                     | 1. Кріс Бьорд (IBF)         | 23               |
| 2.  | Джо Луїс         | 22 червня 1937 — 1 березня 1949                                                                                    | абсолютний + The Ring                                               |                             | 22               |
| 2.  | Мухаммед Алі     | 1. 25 лютого 1964 — 11 березня 1969 2. 30 жовтня 1974 — 15 лютого 1978 3. 15 вересня 1978 — 18 жовтня 1979         | 1. абсолютний + The Ring 2. абсолютний + The Ring 3. WBA + The Ring |                             | 21               |
| 4.  | Ларрі Голмс      | 9 червня 1978 — 21 вересня 1985                                                                                    | WBC-до-IBF + The Ring                                               | Майк Вівер (WBA)            | 20               |
| 5.  | Леннокс Льюїс    | 1. 7 лютого 1997 — 22 квітня 2001 2. 11 листопада 2001 — 6 лютого 2004                                             | 1. абсолютний 2. об'єднаний + The Ring                              | 1. Евандер Холіфілд (WBA)   | 12               |
| 6.  | Майк Тайсон      | 1. 22 листопада 1986 — 11 лютого 1990 2. 16 березня 1996 — 9 листопада 1996                                        | 1. абсолютний + The Ring 2. об'єднаний                              |                             | 11               |
| 7.  | Джо Фрейзер      | 4 березня 1968 — 22 січня 1973                                                                                     | абсолютний + The Ring                                               |                             | 10               |
| 8.  | Томмі Бернс      | 23 лютого 1906 — 26 грудня 1908                                                                                    | лінійний                                                            |                             | 9                |
| 9.  | Евандер Холіфілд | 1. 25 жовтня 1990 — 13 листопада 1992 2. 6 листопада 1993 — 22 червня 1994 3. 9 листопада 1996 — 13 листопада 1999 | 1. абсолютний 2. об'єднаний 3. об'єднаний                           |                             | 8                |
| 9.  | Еззард Чарльз    | 27 вересня 1950 — 18 липня 1951                                                                                    | абсолютний + The Ring                                               |                             | 8                |
| 11. | Флойд Паттерсон  | 1. 30 листопада 1956 — 26 червня 1959 2. 20 червня 1960 — 25 вересня 1962                                          | абсолютний + The Ring                                               |                             | 7                |
| 12. | Джек Джонсон     | 26 грудня 1908 — 5 квітня 1915                                                                                     | лінійний                                                            |                             | 7                |
| 13. | Джеймс Джеффріс  | 9 червня 1899 — 13 травня 1905                                                                                     | лінійний                                                            |                             | 6                |
| 13. | Джек Демпсі      | 4 липня 1919 — 23 вересня 1926                                                                                     | абсолютний + The Ring                                               |                             | 6                |
| 15. | Роккі Марчіано   | 23 вересня 1952 — 27 квітня 1956                                                                                   | абсолютний + The Ring                                               |                             | 5                |
| 15. | Джордж Форман    | 1. 22 січня 1973 — 30 жовтня 1974 2. 4 листопада 1994 — 29 червня 1995                                             | 1. абсолютний + The Ring 2. об'єднаний                              |                             | 5                |

## Найбільша кількість перемог в боях за титул чемпіона світу
Keys:
     діючий чемпіон
Примітка: другорядні чемпіонства не враховуються

### Усі чемпіонські терміни
Список не враховує бої за титул «лінійного» чемпіона та чемпіона за версією The Ring після 2 липня 1921 року.
| №   | Ім'я             | Початок-кінець чемпіонського терміну | Титул                                           | Перемоги |
| --- | ---------------- | --- | ----------------------------------------------- | -------- |
| 1.  | Джо Луїс         | 22 червня 1937 — 1 березня 1949 | NYSAC, NBA                                      | 27       |
| 2.  | Володимир Кличко | 1. 14 жовтня 2000 — 8 березня 2003 2. 22 квітня 2006 — 28 листопада 2015                                                                              | 1. WBO 2. IBF, WBO, WBA                         | 25       |
| 3.  | Мухамед Алі      | 1. 25 лютого 1964 — 11 березня 1969 2. 30 жовтня 1974 — 15 лютого 1978 3. 15 вересня 1978 — 18 жовтня 1979                                            | 1. WBA, WBC 2. WBA, WBC 3. WBA                  | 22       |
| 4.  | Ларрі Голмс      | 9 червня 1978 — 21 вересня 1985 | WBC, IBF                                        | 20       |
| 5.  | Леннокс Льюїс    | 1. 14 грудня 1992 — 24 вересня 1994 2. 7 лютого 1997 — 22 квітня 2001 3. 11 листопада 2001 — 6 лютого 2004                                            | 1. WBC 2. WBC, WBA, IBF 3. WBC, IBF             | 15       |
| 5.  | Віталій Кличко   | 1. 26 червня 1999 — 1 квітня 2000 2. 24 квітня 2004 — 9 листопада 2005 3. 11 жовтня 2008 — 15 грудня 2013                                             | 1. WBO 2. WBC 3. WBC                            | 15       |
| 7.  | Майк Тайсон      | 1. 22 листопада 1986 — 11 лютого 1990 2. 16 березня 1996 — 9 листопада 1996                                                                           | 1. WBC, WBA, IBF 2. WBC, WBA                    | 12       |
| 8.  | Томмі Бернс      | 23 лютого 1906 — 26 грудня 1908 | лінійний                                        | 11       |
| 9.  | Джо Фрейзер      | 4 березня 1968 — 22 січня 1973 | NYSAC, WBA, WBC                                 | 10       |
| 9.  | Евандер Холіфілд | 1. 25 жовтня 1990 — 13 листопада 1992 2. 6 листопада 1993 — 22 червня 1994 3. 9 листопада 1996 — 13 листопада 1999 4. 12 серпня 2000 — 3 березня 2001 | 1. WBC, WBA, IBF 2. WBA, IBF 3. WBA, IBF 4. WBA | 10       |
| 9.  | Деонтей Уайлдер  | 15 січня 2015 — 22 лютого 2020 | WBC                                             | 10       |
| 12. | Еззард Чарльз    | 27 вересня 1950 — 18 липня 1951 | NBA, NYSAC                                      | 9        |
| 12. | Ентоні Джошуа    | 1. 9 квітня 2016 — 1 червня 2019 2. 1 грудня 2019 — 25 вересня 2021                                                                                   | IBF, WBO, WBA                                   | 9        |
| 14. | Флойд Паттерсон  | 1. 30 листопада 1956 — 26 червня 1959 2. 20 червня 1960 — 25 вересня 1962                                                                             | NYSAC, NBA                                      | 8        |
| 14. | Джеймс Джеффріс  | 9 червня 1899 — 13 травня 1905 | лінійний                                        | 8        |

### Усі чемпіонські терміни чемпіонів абсолютних/лінійних/The Ring
Список не враховує бої за титул «лінійного» чемпіона та чемпіона за версією The Ring після 2 липня 1921 року, однак до списку включені лише чемпіони, котрі змогли виграти титул абсолютний (2 липня 1921—наш час), лінійний (29 серпня 1885—2 липня 1921), The Ring.
| №   | Ім'я             | Початок-кінець чемпіонського терміну | Титул                                           | Перемоги |
| --- | ---------------- | --- | ----------------------------------------------- | -------- |
| 1.  | Джо Луїс         | 22 червня 1937 — 1 березня 1949 | NYSAC, NBA                                      | 27       |
| 2.  | Володимир Кличко | 1. 14 жовтня 2000 — 8 березня 2003 2. 22 квітня 2006 — 28 листопада 2015                                                                              | 1. WBO 2. IBF, WBO, WBA                         | 25       |
| 3.  | Мухамед Алі      | 1. 25 лютого 1964 — 11 березня 1969 2. 30 жовтня 1974 — 15 лютого 1978 3. 15 вересня 1978 — 18 жовтня 1979                                            | 1. WBA, WBC 2. WBA, WBC 3. WBA                  | 22       |
| 4.  | Ларрі Голмс      | 9 червня 1978 — 21 вересня 1985 | WBC, IBF                                        | 20       |
| 5.  | Леннокс Льюїс    | 1. 14 грудня 1992 — 24 вересня 1994 2. 7 лютого 1997 — 22 квітня 2001 3. 11 листопада 2001 — 6 лютого 2004                                            | 1. WBC 2. WBC, WBA, IBF 3. WBC, IBF             | 15       |
| 5.  | Віталій Кличко   | 1. 26 червня 1999 — 1 квітня 2000 2. 24 квітня 2004 — 9 листопада 2005 3. 11 жовтня 2008 — 15 грудня 2013                                             | 1. WBO 2. WBC 3. WBC                            | 15       |
| 7.  | Майк Тайсон      | 1. 22 листопада 1986 — 11 лютого 1990 2. 16 березня 1996 — 9 листопада 1996                                                                           | 1. WBC, WBA, IBF 2. WBC, WBA                    | 12       |
| 8.  | Томмі Бернс      | 23 лютого 1906 — 26 грудня 1908 | лінійний                                        | 11       |
| 9.  | Джо Фрейзер      | 4 березня 1968 — 22 січня 1973 | NYSAC, WBA, WBC                                 | 10       |
| 9.  | Евандер Холіфілд | 1. 25 жовтня 1990 — 13 листопада 1992 2. 6 листопада 1993 — 22 червня 1994 3. 9 листопада 1996 — 13 листопада 1999 4. 12 серпня 2000 — 3 березня 2001 | 1. WBC, WBA, IBF 2. WBA, IBF 3. WBA, IBF 4. WBA | 10       |
| 11. | Еззард Чарльз    | 27 вересня 1950 — 18 липня 1951 | NBA, NYSAC                                      | 9        |
| 12. | Флойд Паттерсон  | 1. 30 листопада 1956 — 26 червня 1959 2. 20 червня 1960 — 25 вересня 1962                                                                             | NYSAC, NBA                                      | 8        |
| 12. | Джеймс Джеффріс  | 9 червня 1899 — 13 травня 1905 | лінійний                                        | 8        |
| 14. | Роккі Марчіано   | 4 липня 1919 — 23 вересня 1926 | NBA, NYSAC                                      | 7        |
| 15. | Джек Джонсон     | 26 грудня 1908 — 5 квітня 1915 | лінійний                                        | 6        |
| 15. | Джек Демпсі      | 4 липня 1919 — 23 вересня 1926 | лінійний                                        | 6        |
| 15. | Олександр Усик   | 25 вересня 2021 — наш день | WBA, WBC, IBF, WBO                              | 6        |

### Чемпіонські терміни чемпіонів абсолютних/лінійних/The Ringз чемпіонствами абсолютними/лінійними/The Ring/об'єднаними, перемогами над чемпіонами світу
Список не враховує бої за титул «лінійного» чемпіона та чемпіона за версією The Ring після 2 липня 1921 року, однак до списку включені лише чемпіони, котрі змогли виграти титул абсолютний (2 липня 1921—наш час), лінійний (29 серпня 1885—2 липня 1921), The Ring.
До списку враховані лише чемпіонські терміни, під час яких чемпіон:
- здобув титул абсолютний (2 липня 1921—наш час), лінійний (29 серпня 1885—2 липня 1921), The Ring
- об'єднав титули[7][8][9][10]
- переміг бійця
  - а) змушеного відмовитися від титулу чемпіона перед самим поєдинком за правилами організації
  - б) котрий невдовзі після поєдинку, а точніше під час чинного чемпіонського терміну переможця, здобув чемпіонство іншої організації.

Станом на 20 липень 2025.
| №   | Ім'я             | Початок-кінець чемпіонського терміну                                                                               | Титул                                                               | Переможені чемпіони (титул)           | Перемоги |
| --- | ---------------- | --- | ------------------------------------------------------------------- | ------------------------------------- | -------- |
| 1.  | Джо Луїс         | 22 червня 1937 — 1 березня 1949                                                                                    | абсолютний + The Ring                                               |                                       | 27       |
| 2.  | Володимир Кличко | 1. 14 жовтня 2000 — 8 березня 2003 2. 22 квітня 2006 — 28 листопаду 2015                                           | 1. WBO 2. об'єднаний + The Ring                                     | 1. Кріс Бьорд (IBF)                   | 25       |
| 3.  | Мухаммед Алі     | 1. 25 лютого 1964 — 11 березня 1969 2. 30 жовтня 1974 — 15 лютого 1978 3. 15 вересня 1978 — 18 жовтня 1979         | 1. абсолютний + The Ring 2. абсолютний + The Ring 3. WBA + The Ring |                                       | 22       |
| 4.  | Ларрі Голмс      | 9 червня 1978 — 21 вересня 1985                                                                                    | WBC-до-IBF + The Ring                                               | Майк Вівер (WBA), Тім Візерспун (WBC) | 20       |
| 5.  | Леннокс Льюїс    | 1. 7 лютого 1997 — 22 квітня 2001 2. 11 листопада 2001 — 6 лютого 2004                                             | 1. абсолютний 2. об'єднаний + The Ring                              | 1. Евандер Холіфілд (WBA)             | 12       |
| 5.  | Майк Тайсон      | 1. 22 листопада 1986 — 11 лютого 1990 2. 16 березня 1996 — 9 листопада 1996                                        | 1. абсолютний + The Ring 2. об'єднаний                              |                                       | 12       |
| 7.  | Томмі Бернс      | 23 лютого 1906 — 26 грудня 1908                                                                                    | лінійний                                                            |                                       | 11       |
| 8.  | Джо Фрейзер      | 4 березня 1968 — 22 січня 1973                                                                                     | абсолютний + The Ring                                               |                                       | 10       |
| 9.  | Евандер Холіфілд | 1. 25 жовтня 1990 — 13 листопада 1992 2. 6 листопада 1993 — 22 червня 1994 3. 9 листопада 1996 — 13 листопада 1999 | 1. абсолютний 2. об'єднаний 3. об'єднаний                           |                                       | 9        |
| 9.  | Еззард Чарльз    | 27 вересня 1950 — 18 липня 1951                                                                                    | абсолютний + The Ring                                               |                                       | 9        |
| 11. | Флойд Паттерсон  | 1. 30 листопада 1956 — 26 червня 1959 2. 20 червня 1960 — 25 вересня 1962                                          | абсолютний + The Ring                                               |                                       | 8        |
| 11. | Джеймс Джеффріс  | 9 червня 1899 — 13 травня 1905                                                                                     | лінійний                                                            |                                       | 8        |
| 13. | Роккі Марчіано   | 23 вересня 1952 — 27 квітня 1956                                                                                   | абсолютний + The Ring                                               |                                       | 7        |
| 14. | Джек Демпсі      | 4 липня 1919 — 23 вересня 1926                                                                                     | абсолютний + The Ring                                               |                                       | 6        |
| 14. | Олександр Усик   | 25 вересня 2021 — наш день                                                                                         | абсолютний + The Ring                                               | Даніель Дюбуа (IBF)                   | 6        |

## Найбільша кількість суперників переможених під час одного чемпіонського терміну
Keys:
     діючий чемпіон
Примітка: другорядні чемпіонства не враховуються

### Усі чемпіонські терміни
Список не враховує бої за титул «лінійного» чемпіона та чемпіона за версією The Ring після 2 липня 1921 року.
| №   | Ім'я             | Початок-кінець чемпіонського терміну | Титул                     | Переможені суперники |
| --- | ---------------- | ------------------------------------ | ------------------------- | -------------------- |
| 1.  | Джо Луїс         | 22 червня 1937 — 1 березня 1949      | NYSAC, NBA                | 21                   |
| 2.  | Ларрі Голмс      | 9 червня 1978 — 21 вересня 1985      | WBC, IBF                  | 19                   |
| 3.  | Володимир Кличко | 22 квітня 2006 — 28 листопада 2015   | IBF, WBO, WBA             | 17                   |
| 4.  | Мухамед Алі      | 30 жовтня 1974 — 15 лютого 1978      | WBA, WBC                  | 10                   |
| 5.  | Томмі Бернс      | 23 лютого 1906 — 26 грудня 1908      | лінійний                  | 9                    |
| 5.  | Майк Тайсон      | 22 листопада 1986 — 11 лютого 1990   | WBC, WBA, IBF             | 9                    |
| 5.  | Джо Фрейзер      | 4 березня 1968 — 22 січня 1973       | NYSAC, WBA, WBC           | 9                    |
| 5.  | Деонтей Уайлдер  | 15 січня 2015 — 22 лютого 2020       | WBC                       | 9                    |
| 9.  | Леннокс Льюїс    | 7 лютого 1997 — 22 квітня 2001       | WBC, WBA, IBF             | 8                    |
| 9.  | Джек Джонсон     | 26 грудня 1908 — 5 квітня 1915       | лінійний                  | 8                    |
| 9.  | Еззард Чарльз    | 27 вересня 1950 — 18 липня 1951      | NBA, NYSAC                | 8                    |
| 12. | Джеймс Джеффріс  | 9 червня 1899 — 13 травня 1905       | лінійний                  | 6                    |
| 12. | Ентоні Джошуа    | 9 квітня 2016 — 1 червня 2019        | WBC, WBA, IBF             | 6                    |
| 14. | Роккі Марчіано   | 23 вересня 1952 — 27 квітня 1956     | NYSAC, NBA                | 5                    |
| 14. | Джек Демпсі      | 4 липня 1919 — 23 вересня 1926       | лінійний-до-NBA and NYSAC | 5                    |

### Чемпіонські терміни чемпіонів абсолютних/лінійних/The Ring
Список не враховує бої за титул «лінійного» чемпіона та чемпіона за версією The Ring після 2 липня 1921 року, однак до списку включені лише чемпіонські терміни, під час яких чемпіони змогли виграти титул абсолютний (2 липня 1921—наш час), лінійний (29 серпня 1885—2 липня 1921), The Ring.
| №   | Ім'я             | Початок-кінець чемпіонського терміну | Титул                     | Переможені суперники |
| --- | ---------------- | ------------------------------------ | ------------------------- | -------------------- |
| 1.  | Джо Луїс         | 22 червня 1937 — 1 березня 1949      | NYSAC, NBA                | 21                   |
| 2.  | Ларрі Голмс      | 9 червня 1978 — 21 вересня 1985      | WBC, IBF                  | 19                   |
| 3.  | Володимир Кличко | 22 квітня 2006 — 28 листопада 2015   | IBF, WBO, WBA             | 17                   |
| 4.  | Мухамед Алі      | 30 жовтня 1974 — 15 лютого 1978      | WBA, WBC                  | 10                   |
| 5.  | Томмі Бернс      | 23 лютого 1906 — 26 грудня 1908      | лінійний                  | 9                    |
| 5.  | Майк Тайсон      | 22 листопада 1986 — 11 лютого 1990   | WBC, WBA, IBF             | 9                    |
| 5.  | Джо Фрейзер      | 4 березня 1968 — 22 січня 1973       | NYSAC, WBA, WBC           | 9                    |
| 8.  | Леннокс Льюїс    | 7 лютого 1997 — 22 квітня 2001       | WBC, WBA, IBF             | 8                    |
| 8.  | Джек Джонсон     | 26 грудня 1908 — 5 квітня 1915       | лінійний                  | 8                    |
| 8.  | Еззард Чарльз    | 27 вересня 1950 — 18 липня 1951      | NBA, NYSAC                | 8                    |
| 11. | Джеймс Джеффріс  | 9 червня 1899 — 13 травня 1905       | лінійний                  | 6                    |
| 12. | Роккі Марчіано   | 23 вересня 1952 — 27 квітня 1956     | NYSAC, NBA                | 5                    |
| 12. | Джек Демпсі      | 4 липня 1919 — 23 вересня 1926       | лінійний-до-NBA and NYSAC | 5                    |

## Найдовша серія захистів титулу чемпіона світу
Keys:
     діючий чемпіон
Примітка: другорядні чемпіонства не враховуються

### Усі чемпіонські терміни
Список не враховує бої за титул «лінійного» чемпіона та чемпіона за версією The Ring після 2 липня 1921 року.
| №   | Ім'я             | Початок-кінець чемпіонського терміну | Титул           | Переможені суперники |
| --- | ---------------- | ------------------------------------ | --------------- | -------------------- |
| 1.  | Джо Луїс         | 22 червня 1937 — 1 березня 1949      | NYSAC, NBA      | 26                   |
| 2.  | Ларрі Голмс      | 9 червня 1978 — 21 вересня 1985      | WBC, IBF        | 19                   |
| 3.  | Володимир Кличко | 22 квітня 2006 — 28 листопада 2015   | IBF, WBO, WBA   | 18                   |
| 4.  | Томмі Бернс      | 23 лютого 1906 — 26 грудня 1908      | лінійний        | 13                   |
| 5.  | Мухамед Алі      | 30 жовтня 1974 — 15 лютого 1978      | WBA, WBC        | 10                   |
| 5.  | Деонтей Уайлдер  | 17 січня 2015 — 22 лютого 2020       | WBC             | 10                   |
| 7.  | Майк Тайсон      | 22 листопада 1986 — 11 лютого 1990   | WBC, WBA, IBF   | 9                    |
| 7.  | Джо Фрейзер      | 4 березня 1968 — 22 січня 1973       | NYSAC, WBA, WBC | 9                    |
| 7.  | Леннокс Льюїс    | 7 лютого 1997 — 22 квітня 2001       | WBC, WBA, IBF   | 9                    |
| 7.  | Віталій Кличко   | 11 жовтня 2008 — 23 грудня 2013      | WBC             | 9                    |
| 11. | Еззард Чарльз    | 27 вересня 1950 — 18 липня 1951      | NBA, NYSAC      | 8                    |
| 12. | Джеймс Джеффріс  | 9 червня 1899 — 13 травня 1905       | лінійний        | 7                    |
| 13. | Роккі Марчіано   | 23 вересня 1952 — 27 квітня 1956     | NYSAC, NBA      | 6                    |
| 13. | Ентоні Джошуа    | 9 квітня 2016 — 1 червня 2019        | WBC, WBO, IBF   | 6                    |
| 13. | Джек Джонсон     | 26 грудня 1908 — 5 квітня 1915       | лінійний        | 6                    |

### Чемпіонські терміни чемпіонів абсолютних/лінійних/The Ring
Списки не враховують бої за титул «лінійного» чемпіона та чемпіона за версією The Ring після 2 липня 1921 року, однак до списку включені лише чемпіонські терміни, під час яких чемпіони змогли виграти титул абсолютний (2 липня 1921—наш час), лінійний (29 серпня 1885—2 липня 1921), The Ring.
| №   | Ім'я             | Початок-кінець чемпіонського терміну | Титул                     | Переможені суперники |
| --- | ---------------- | ------------------------------------ | ------------------------- | -------------------- |
| 1.  | Джо Луїс         | 22 червня 1937 — 1 березня 1949      | NYSAC, NBA                | 26                   |
| 2.  | Ларрі Голмс      | 9 червня 1978 — 21 вересня 1985      | WBC, IBF                  | 19                   |
| 3.  | Володимир Кличко | 22 квітня 2006 — 28 листопада 2015   | IBF, WBO, WBA             | 18                   |
| 4.  | Томмі Бернс      | 23 лютого 1906 — 26 грудня 1908      | лінійний                  | 11                   |
| 5.  | Мухамед Алі      | 30 жовтня 1974 — 15 лютого 1978      | WBA, WBC                  | 10                   |
| 6.  | Майк Тайсон      | 22 листопада 1986 — 11 лютого 1990   | WBC, WBA, IBF             | 9                    |
| 6.  | Джо Фрейзер      | 4 березня 1968 — 22 січня 1973       | NYSAC, WBA, WBC           | 9                    |
| 6.  | Леннокс Льюїс    | 7 лютого 1997 — 22 квітня 2001       | WBC, WBA, IBF             | 9                    |
| 9.  | Еззард Чарльз    | 27 вересня 1950 — 18 липня 1951      | NBA, NYSAC                | 8                    |
| 10. | Джеймс Джеффріс  | 9 червня 1899 — 13 травня 1905       | лінійний                  | 7                    |
| 11. | Роккі Марчіано   | 23 вересня 1952 — 27 квітня 1956     | NYSAC, NBA                | 6                    |
| 11. | Джек Джонсон     | 26 грудня 1908 — 5 квітня 1915       | лінійний                  | 6                    |
| 13. | Джек Демпсі      | 4 липня 1919 — 23 вересня 1926       | лінійний-до-NBA and NYSAC | 5                    |
| 13. | Олександр Усик   | 25 вересня 2021 — наш день           | IBF, WBC, WBO, WBA        | 5                    |

## Найдовші чемпіонські терміни
Keys:
     діючий чемпіон
Примітка 1: другорядні чемпіонства не враховуються
Примітка 2: курсивом виділені чемпіони, котрі не здобули лінійного чемпіонства або титулу за версією The Ring

### Усі чемпіонські терміни
Список не враховує бої за титул «лінійного» чемпіона та чемпіона за версією The Ring після 2 липня 1921 року.
| №   | Ім'я             | Загальний термін            | Днів в статусі чемпіона | Кількість термінів | Титул              |
| --- | ---------------- | --------------------------- | ----------------------- | ------------------ | ------------------ |
| 1.  | Володимир Кличко | 12 років, 0 місяців, 0 днів | 4 382                   | 2                  | IBF, WBA, WBO      |
| 2.  | Джо Луїс         | 11 років, 8 місяців, 8 днів | 4 270                   | 1                  | NYSAC, NBA         |
| 3.  | Мухамед Алі      | 9 років, 5 місяців, 5 днів  | 3 443                   | 3                  | NYSAC, WBC, WBA    |
| 4.  | Леннокс Льюїс    | 8 років, 5 місяців, 13 днів | 3 086                   | 3                  | WBC, IBF, WBA      |
| 5.  | Віталій Кличко   | 7 років, 5 місяців, 28 днів | 2 735                   | 3                  | WBO, WBC           |
| 6.  | Ларрі Голмс      | 7 років, 3 місяці, 12 днів  | 2 661                   | 1                  | WBC, IBF           |
| 7.  | Джек Демпсі      | 7 років, 2 місяці, 19 днів  | 2 638                   | 1                  | NYSAC, NBA         |
| 8.  | Джон Салліван    | 7 років, 0 місяців, 10 днів | 2 566                   | 1                  | лінійний           |
| 9.  | Джек Джонсон     | 6 років, 3 місяці, 11 днів  | 2 292                   | 1                  | лінійний           |
| 10. | Евандер Холіфілд | 6 років, 1 місяць, 1 день   | 2 223                   | 4                  | WBA, WBC, IBF      |
| 11. | Джеймс Джеффріс  | 5 років, 11 місяців, 4 дні  | 2 156                   | 1                  | лінійний           |
| 12. | Тайсон Ф'юрі     | 5 роки, 1 місяць, 12 днів   | 1 866                   | 2                  | WBA, WBC, IBF, WBO |
| 13. | Деонтей Уайлдер  | 5 роки, 1 місяць, 5 днів    | 1 859                   | 1                  | WBC                |
| 14. | Ентоні Джошуа    | 4 роки, 11 місяців, 10 днів | 1 806                   | 1                  | WBA, IBF, WBO      |
| 15. | Джо Фрейзер      | 4 роки, 10 місяців, 18 днів | 1 785                   | 1                  | NYSAC, WBA, WBC    |

### Усі чемпіонські терміни чемпіонів абсолютних/лінійних/за версієюThe Ring

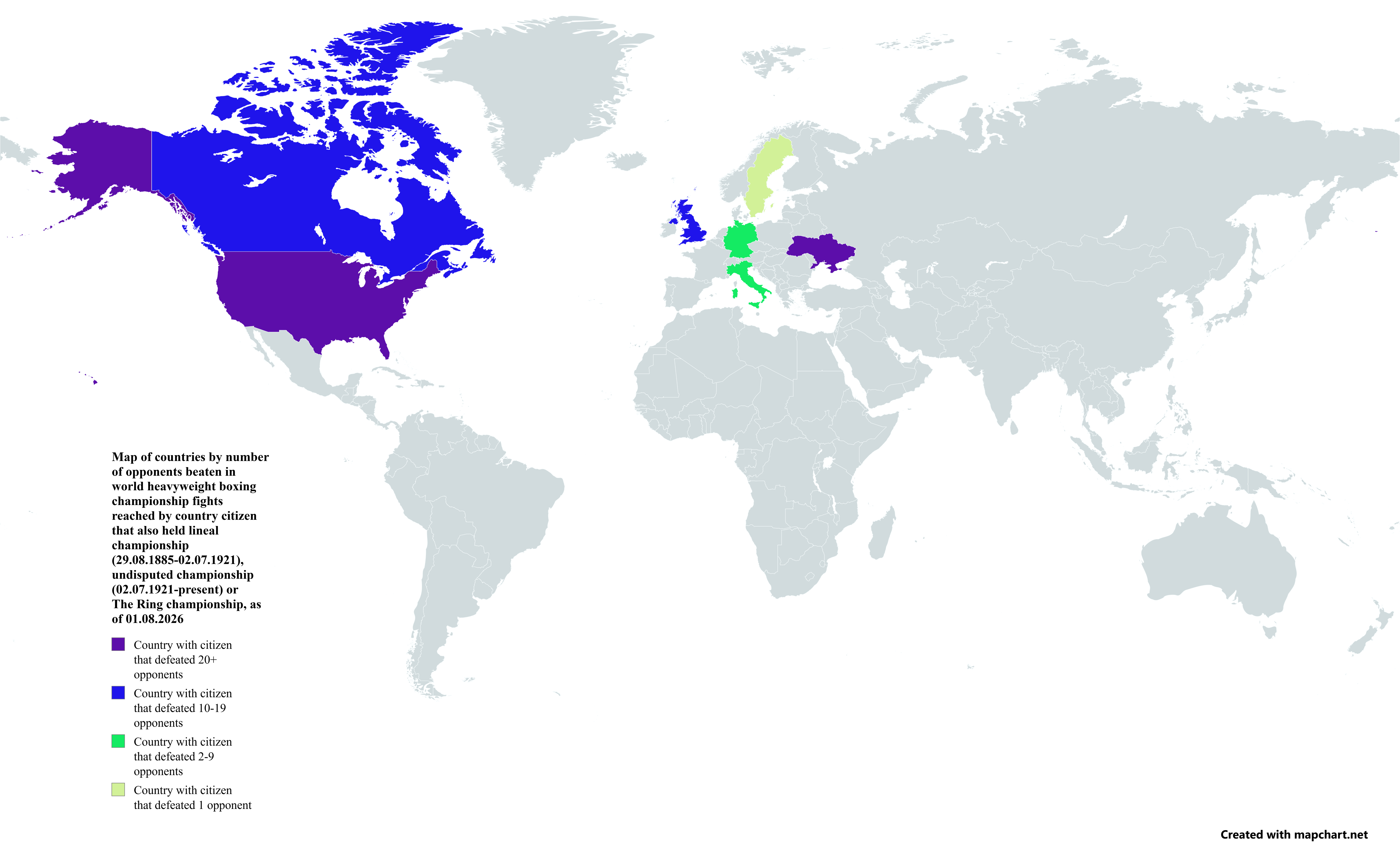
Карта країн світу за кількістю переможених суперників в бою за титул чемпіона світу у важкій вазі, досягнутою громадянином даної країни — чемпіоном абсолютним (2 липня 1921—наш час), лінійним (29 серпня 1885—2 липня 1921), The Ring; станом на грудень 2022

Список не враховує бої за титул «лінійного» чемпіона та чемпіона за версією The Ring після 2 липня 1921 року, однак до списку включені лише чемпіони, котрі змогли виграти титул абсолютний (2 липня 1921—наш час), лінійний (29 серпня 1885—2 липня 1921), The Ring.

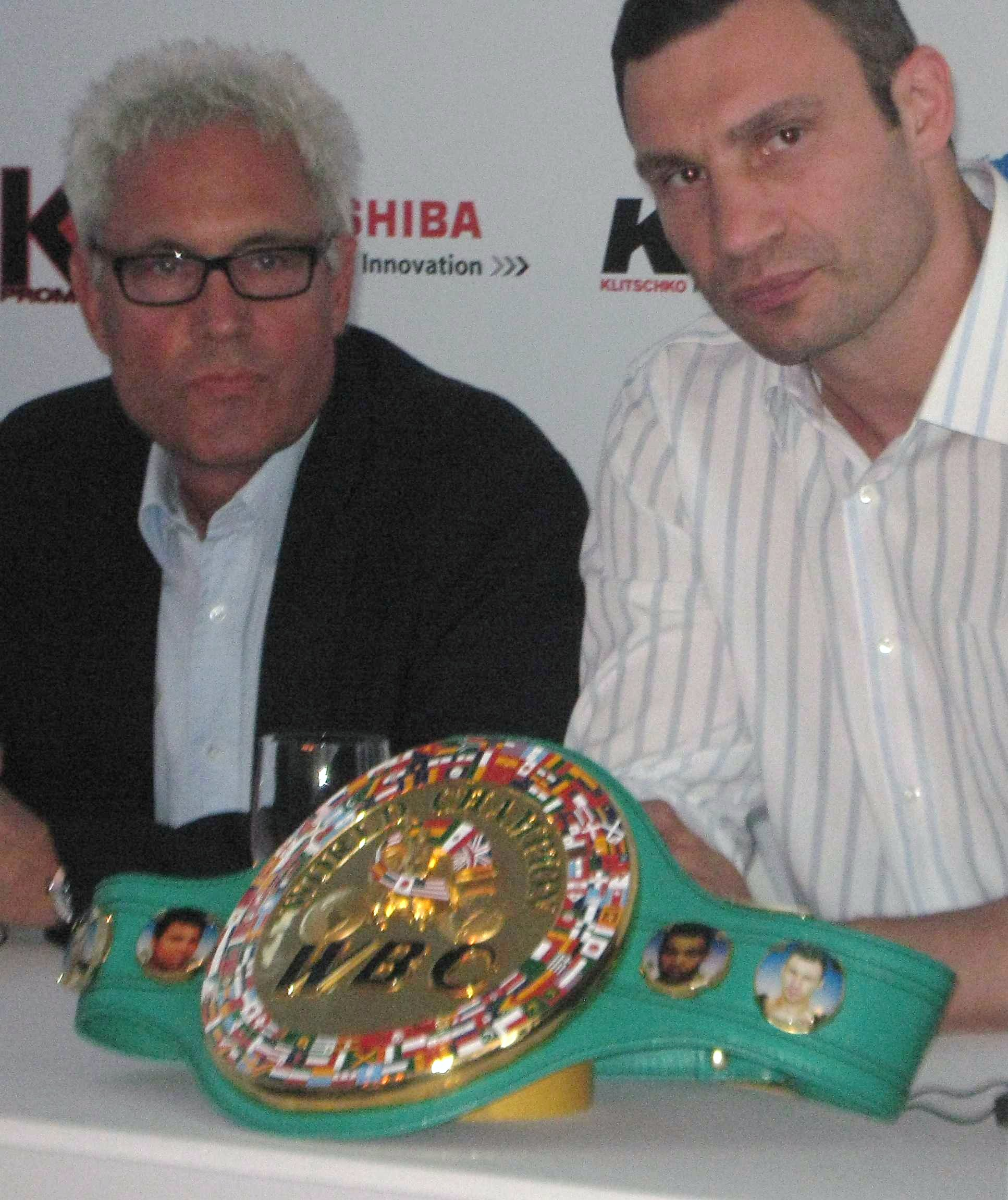
чемпіон WBC Віталій Кличко отримав статус «чемпіона на канікулах» після завершення кар'єри у 2005. Йому було гарантовано бій за титул чемпіона WBC одразу після повернення

Станом на 20 липень 2025.
| №   | Ім'я             | Загальний термін            | Днів в статусі чемпіона | Кількість термінів | Титул              |
| --- | ---------------- | --------------------------- | ----------------------- | ------------------ | ------------------ |
| 1.  | Володимир Кличко | 12 років, 0 місяців, 0 днів | 4 382                   | 2                  | IBF, WBA, WBO      |
| 2.  | Джо Луїс         | 11 років, 8 місяців, 8 днів | 4 270                   | 1                  | NYSAC, NBA         |
| 3.  | Мухамед Алі      | 9 років, 5 місяців, 5 днів  | 3 443                   | 3                  | NYSAC, WBC, WBA    |
| 4.  | Леннокс Льюїс    | 8 років, 5 місяців, 13 днів | 3 086                   | 3                  | WBC, IBF, WBA      |
| 5.  | Віталій Кличко   | 7 років, 5 місяців, 28 днів | 2 735                   | 3                  | WBO, WBC           |
| 6.  | Ларрі Голмс      | 7 років, 3 місяці, 12 днів  | 2 661                   | 1                  | WBC, IBF           |
| 7.  | Джек Демпсі      | 7 років, 2 місяці, 19 днів  | 2 638                   | 1                  | NYSAC, NBA         |
| 8.  | Джон Салліван    | 7 років, 0 місяців, 10 днів | 2 566                   | 1                  | лінійний           |
| 9.  | Джек Джонсон     | 6 років, 3 місяці, 11 днів  | 2 292                   | 1                  | лінійний           |
| 10. | Евандер Холіфілд | 6 років, 1 місяць, 1 день   | 2 223                   | 4                  | WBA, WBC, IBF      |
| 11. | Джеймс Джеффріс  | 5 років, 11 місяців, 4 дні  | 2 156                   | 1                  | лінійний           |
| 12. | Тайсон Ф'юрі     | 5 роки, 1 місяць, 12 днів   | 1 866                   | 2                  | WBA, WBC, IBF, WBO |
| 13. | Джо Фрейзер      | 4 роки, 10 місяців, 18 днів | 1 785                   | 1                  | NYSAC, WBA, WBC    |
| 14. | Флойд Паттерсон  | 4 роки, 10 місяців, 0 днів  | 1 765                   | 2                  | NYSAC, NBA         |
| 15. | Джеймс Корбетт   | 4 роки, 6 місяців, 10 днів  | 1 652                   | 1                  | лінійний           |

### Чемпіонські терміни чемпіонів абсолютних/лінійних/The Ringз чемпіонствами абсолютними/лінійними/The Ring/об'єднаними, перемогами над чемпіонами світу
Список не враховує бої за титул «лінійного» чемпіона та чемпіона за версією The Ring після 2 липня 1921 року, однак до списку включені лише чемпіони, котрі змогли виграти титул абсолютний (2 липня 1921—наш час), лінійний (29 серпня 1885—2 липня 1921), The Ring.
До списку враховані лише чемпіонські терміни, під час яких чемпіон:
- здобув титул абсолютний (2 липня 1921—наш час), лінійний (29 серпня 1885—2 липня 1921), The Ring
- об'єднав титули[7][8][9][10]
- переміг бійця
  - а) змушеного відмовитися від титулу чемпіона перед самим поєдинком за правилами організації
  - б) котрий невдовзі після поєдинку, а точніше під час чинного чемпіонського терміну переможця, здобув чемпіонство іншої організації.

Станом на 20 липень 2025.
| №   | Ім'я             | Загальний термін            | Днів в статусі чемпіона | Кількість термінів | Титул              |
| --- | ---------------- | --------------------------- | ----------------------- | ------------------ | ------------------ |
| 1.  | Володимир Кличко | 12 років, 0 місяців, 0 днів | 4 382                   | 2                  | IBF, WBA, WBO      |
| 2.  | Джо Луїс         | 11 років, 8 місяців, 8 днів | 4 270                   | 1                  | NYSAC, NBA         |
| 3.  | Мухамед Алі      | 9 років, 5 місяців, 5 днів  | 3 443                   | 3                  | NYSAC, WBC, WBA    |
| 4.  | Ларрі Голмс      | 7 років, 3 місяці, 12 днів  | 2 661                   | 1                  | WBC, IBF           |
| 5.  | Джек Демпсі      | 7 років, 2 місяці, 19 днів  | 2 638                   | 1                  | NYSAC, NBA         |
| 6.  | Джон Салліван    | 7 років, 0 місяців, 10 днів | 2 566                   | 1                  | лінійний           |
| 7.  | Леннокс Льюїс    | 6 років, 8 місяців, 3 дні   | 2 437                   | 2                  | WBC, IBF, WBA      |
| 8.  | Джек Джонсон     | 6 років, 3 місяці, 11 днів  | 2 292                   | 1                  | лінійний           |
| 9.  | Джеймс Джеффріс  | 5 років, 11 місяців, 4 дні  | 2 156                   | 1                  | лінійний           |
| 10. | Евандер Холіфілд | 5 років, 6 місяців, 12 днів | 2 020                   | 3                  | WBA, WBC, IBF      |
| 11. | Тайсон Ф'юрі     | 5 роки, 1 місяць, 12 днів   | 1 866                   | 2                  | WBA, WBC, IBF, WBO |
| 12. | Джо Фрейзер      | 4 роки, 10 місяців, 18 днів | 1 785                   | 1                  | NYSAC, WBA, WBC    |
| 13. | Флойд Паттерсон  | 4 роки, 10 місяців, 0 днів  | 1 765                   | 2                  | NYSAC, NBA         |
| 14. | Джеймс Корбетт   | 4 роки, 6 місяців, 10 днів  | 1 652                   | 1                  | лінійний           |
| 15. | Джесс Віллард    | 4 роки, 2 місяці, 29 днів   | 1 551                   | 1                  | лінійний           |

### Один чемпіонський термін
Враховані «лінійні» чемпіони та чемпіони за версією The Ring.
Станом на 20 липень 2025.
| №   | Ім'я             | Чемпіонський термін         | Титул                                 |
| --- | ---------------- | --------------------------- | ------------------------------------- |
| 1.  | Джо Луїс         | 11 років, 8 місяців, 8 днів | NBA, NYSAC                            |
| 2.  | Володимир Кличко | 9 років, 7 місяців, 6 днів  | IBF (+WBA, WBO, The Ring)             |
| 3.  | Ларрі Голмс      | 7 років, 3 місяці, 12 днів  | WBC-до-IBF (+The Ring/лінійний)       |
| 4.  | Джек Демпсі      | 7 років, 2 місяці, 19 днів  | лінійний                              |
| 5.  | Джон Салліван    | 7 років, 0 місяців, 9 днів  | лінійний                              |
| 6.  | Джек Джонсон     | 6 років, 3 місяці, 10 днів  | лінійний                              |
| 7.  | Мухамед Алі      | 5 років, 11 місяців, 9 днів | The Ring/Lineal, (+WBA, WBC stripped) |
| 8.  | Джеймс Джеффріс  | 5 років, 11 місяців, 4 дні  | лінійний                              |
| 9.  | Віталій Кличко   | 5 років, 2 місяці, 4 дні    | WBC                                   |
| 10. | Деонтей Уайлдер  | 5 роки, 1 місяць, 5 днів    | WBC                                   |
| 11. | Джо Фрейзер      | 4 роки, 10 місяців, 18 днів | NYSAC (+WBA, WBC)                     |
| 12. | Джеймс Корбетт   | 4 роки, 6 місяців, 10 днів  | лінійний                              |
| 13. | Джесс Віллард    | 4 роки, 2 місяці, 29 днів   | лінійний                              |
| 14. | Тайсон Ф'юрі     | 4 роки, 2 місяці, 26 днів   | WBC (+The Ring/лінійний)              |
| 15. | Леннокс Льюїс    | 4 роки, 2 місяці, 15 днів   | WBC (+IBF, WBA, The Ring/лінійний)    |

## Перемоги нокаутом в боях за титул

### Найшвидші перемоги— нокаути в 1-му раунді
Примітка: другорядні чемпіонства не враховуються
| День              | Переможець vs. переможений            | Спосіб | Раунд | Час  | Титул         |
| ----------------- | ------------------------------------- | ------ | ----- | ---- | ------------- |
| 25 травня 2005    | Леймон Брюстер vs. Анджей Ґолота      | TKO    | 1     | 0:52 | WBO           |
| 18 квітня 1998    | Гербі Гайд vs. Деймон Рід             | TKO    | 1     | 0:52 | WBO           |
| 14 листопада 1944 | Джо Луїс vs. Джонні Девіс             | KO     | 1     | 0:53 | NYSAC         |
| 6 квітня 1900     | Джеймс Джеффріс vs. Джон Фіннеган     | KO     | 1     | 0:55 | лінійний      |
| 10 грудня 1982    | Майкл Доукс vs. Майк Вівер            | TKO    | 1     | 1:03 | WBA           |
| 4 липня 1907      | Томмі Бернс vs. Білл Сквайрс          | KO     | 1     | 1:28 | лінійний      |
| 17 березня 1908   | Томмі Бернс vs. Джем Роуч             | KO     | 1     | 1:28 | лінійний      |
| 27 червня 1988    | Майк Тайсон vs. Майкл Спінкс          | KO     | 1     | 1:31 | WBA, WBC, IBF |
| 21 липня 1989     | Майк Тайсон vs. Карл Вільямс          | TKO    | 1     | 1:33 | WBA, WBC, IBF |
| 4 жовтня 1997     | Леннокс Льюїс vs. Анджей Ґолота       | KO     | 1     | 1:35 | WBC           |
| 22 квітня 1969    | Джо Фрейзер vs. Дейв Зіглевіч         | KO     | 1     | 1:36 | NYSAC         |
| 7 вересня 1996    | Майк Тайсон vs. Брюс Селдон           | TKO    | 1     | 1:49 | WBA           |
| 1 вересня 1973    | Джордж Форман vs. Хосе Роман          | KO     | 1     | 2:00 | WBA, WBC      |
| 22 червня 1938    | Джо Луїс vs. Макс Шмелінг             | KO     | 1     | 2:04 | NBA, NYSAC    |
| 25 вересня 1962   | Сонні Лістон vs. Флойд Паттерсон      | KO     | 1     | 2:06 | NYSAC, WBA    |
| 18 вересня 1946   | Джо Луїс vs. Тамі Мауріелло           | KO     | 1     | 2:09 | NBA, NYSAC    |
| 22 липня 1963     | Сонні Лістон vs. Флойд Паттерсон      | KO     | 1     | 2:10 | WBA, WBC      |
| 25 травня 1965    | Мухамед Алі vs. Сонні Лістон          | KO     | 1     | 2:12 | WBC           |
| 12 грудня 1986    | Джеймс Сміт vs. Тім Візерспун         | KO     | 1     | 2:12 | WBA           |
| 18 травня 2019    | Деонтей Уайлдер vs. Домінік Брізіл    | KO     | 1     | 2:17 | WBC           |
| 6 лютого 1993     | Ріддік Боу vs. Майкл Доукс            | TKO    | 1     | 2:19 | WBA, IBF      |
| 17 квітня 1939    | Джо Луїс vs. Джек Ропер               | KO     | 1     | 2:20 | NBA, NYSAC    |
| 15 травня 1953    | Роккі Марчіано vs. Джерсі Джо Уолкотт | KO     | 1     | 2:25 | NBA, NYSAC    |
| 17 квітня 1939    | Джо Луїс vs. Джон Генрі Льюїс         | KO     | 1     | 2:29 | NBA, NYSAC    |
| 9 січня 1942      | Джо Луїс vs. Бадді Баєр               | KO     | 1     | 2:56 | NBA, NYSAC    |
| 4 листопада 2017  | Деонтей Уайлдер vs. Бермейн Стіверн   | KO     | 1     | 2:59 | WBC           |
| 19 березня 2011   | Віталій Кличко vs. Одланьєр Соліс     | KO     | 1     | 2:59 | WBC           |

### Найшвидші перемоги— на кону титул абсолютний/The Ring/лінійний/об'єднаний
Примітка: другорядні чемпіонства не враховуються
| День              | Переможець vs. переможений            | Спосіб | Раунд | Час  | Титул         |
| ----------------- | ------------------------------------- | ------ | ----- | ---- | ------------- |
| 14 листопада 1944 | Джо Луїс vs. Джонні Девіс             | KO     | 1     | 0:53 | NYSAC         |
| 6 квітня 1900     | Джеймс Джеффріс vs. Джон Фіннеган     | KO     | 1     | 0:55 | лінійний      |
| 4 липня 1907      | Томмі Бернс vs. Білл Сквайрс          | KO     | 1     | 1:28 | лінійний      |
| 17 березня 1908   | Томмі Бернс vs. Джем Роуч             | KO     | 1     | 1:28 | лінійний      |
| 27 червня 1988    | Майк Тайсон vs. Майкл Спінкс          | KO     | 1     | 1:31 | WBA, WBC, IBF |
| 21 липня 1989     | Майк Тайсон vs. Карл Вільямс          | TKO    | 1     | 1:33 | WBA, WBC, IBF |
| 1 вересня 1973    | Джордж Форман vs. Хосе Роман          | KO     | 1     | 2:00 | WBA, WBC      |
| 22 червня 1938    | Джо Луїс vs. Макс Шмелінг             | KO     | 1     | 2:04 | NBA, NYSAC    |
| 25 вересня 1962   | Сонні Лістон vs. Флойд Паттерсон      | KO     | 1     | 2:06 | NYSAC, WBA    |
| 18 вересня 1946   | Джо Луїс vs. Тамі Мауріелло           | KO     | 1     | 2:09 | NBA, NYSAC    |
| 22 липня 1963     | Сонні Лістон vs. Флойд Паттерсон      | KO     | 1     | 2:10 | WBA, WBC      |
| 25 травня 1965    | Мухамед Алі vs. Сонні Лістон          | KO     | 1     | 2:12 | WBC           |
| 6 лютого 1993     | Ріддік Боу vs. Майкл Доукс            | TKO    | 1     | 2:19 | WBA, IBF      |
| 17 квітня 1939    | Джо Луїс vs. Джек Ропер               | KO     | 1     | 2:20 | NBA, NYSAC    |
| 15 травня 1953    | Роккі Марчіано vs. Джерсі Джо Уолкотт | KO     | 1     | 2:25 | NBA, NYSAC    |
| 17 квітня 1939    | Джо Луїс vs. Джон Генрі Льюїс         | KO     | 1     | 2:29 | NBA, NYSAC    |
| 9 січня 1942      | Джо Луїс vs. Бадді Баєр               | KO     | 1     | 2:56 | NBA, NYSAC    |
| 29 березня 1940   | Джо Луїс vs. Джонні Пейчек            | TKO    | 2     | 0:15 | NBA, NYSAC    |
| 22 травня 1993    | Ріддік Боу vs. Джессі Фергюсон        | KO     | 2     | 0:17 | WBA           |
| 26 серпня 1904    | Джеймс Джеффріс vs. Джек Монро        | TKO    | 2     | 0:45 | лінійний      |
| 18 листопада 1970 | Джо Фрейзер vs. Боб Фостер            | KO     | 2     | 0:49 | WBA, WBC      |
| 14 вересня 1923   | Джек Демпсі vs. Луїс Ангель Фірпо     | KO     | 2     | 0:57 | NBA, NYSAC    |
| 17 лютого 1941    | Джо Луїс def. Гас Дораціо             | KO     | 2     | 1:30 | NBA, NYSAC    |
| 26 березня 1974   | Джордж Форман vs. Кен Нортон          | TKO    | 2     | 2:00 | WBA, WBC      |
| 22 січня 1973     | Джордж Форман vs. Джо Фрейзер         | TKO    | 2     | 2:26 | WBA, WBC      |
| 15 липня 2000     | Леннокс Льюїс vs. Франсуа Бота        | TKO    | 2     | 2:39 | WBC, IBF      |
| 29 квітня 2000    | Леннокс Льюїс vs. Майкл Грант         | KO     | 2     | 2:53 | WBC, IBF      |
| 21 березня 1988   | Майк Тайсон vs. Тоні Таббс            | TKO    | 2     | 2:54 | WBA, WBC, IBF |

### Найбільша кількість переможених суперників нокаутом
Keys:
     діючий чемпіон
Примітка 1: курсивом виділені чемпіони, котрі не здобули чемпіонства лінійного (29 серпня 1885—2 липня 1921), абсолютного (2 липня 1921—наш час) або за версією The Ring
|     | Ім'я             | Кількість |
| --- | ---------------- | --------- |
| 1.  | Джо Луїс         | 20        |
| 2.  | Володимир Кличко | 19        |
| 3.  | Ларрі Голмс      | 14        |
| 4.  | Мухаммед Алі     | 13        |
| 5.  | Віталій Кличко   | 12        |
| 6.  | Леннокс Льюїс    | 11        |
| 7.  | Майк Тайсон      | 9         |
| 8.  | Томмі Бернс      | 8         |
| 8.  | Джо Фрейзер      | 8         |
| 8.  | Деонтей Уайлдер  | 8         |
| 11. | Флойд Паттерсон  | 7         |
| 11. | Ентоні Джошуа    | 7         |
| 13. | Роккі Марчіано   | 5         |
| 13. | Джеймс Джеффріс  | 5         |
| 13. | Еззард Чарльз    | 5         |
| 13. | Джек Демпсі      | 5         |

### Найбільша кількість перемог нокаутом
Keys:
     діючий чемпіон
Примітка: курсивом виділені чемпіони, котрі не здобули чемпіонства лінійного (29 серпня 1885—2 липня 1921), абсолютного (2 липня 1921—наш час) або за версією The Ring.
|     | Ім'я             | Кількість |
| --- | ---------------- | --------- |
| 1.  | Джо Луїс         | 24        |
| 2.  | Володимир Кличко | 19        |
| 3.  | Мухамед Алі      | 15        |
| 4.  | Ларрі Голмс      | 14        |
| 5.  | Віталій Кличко   | 12        |
| 6.  | Леннокс Льюїс    | 11        |
| 7.  | Майк Тайсон      | 10        |
| 8.  | Томмі Бернс      | 9         |
| 9.  | Джо Фрейзер      | 8         |
| 9.  | Флойд Паттерсон  | 8         |
| 9.  | Деонтей Уайлдер  | 8         |
| 12. | Ентоні Джошуа    | 7         |
| 12. | Роккі Марчіано   | 6         |
| 12. | Джеймс Джеффріс  | 6         |
| 15. | Еззард Чарльз    | 5         |
| 15. | Джек Демпсі      | 5         |

## Чемпіони за віком
Keys:
     діючий чемпіон
Примітка: другорядні чемпіонства не враховуються

### Найстарші чемпіони
Станом на липень 20, 2025.
|    | Ім'я               | Титул         | Останній день в статусі чемпіона | Вік                         |
| -- | ------------------ | ------------- | -------------------------------- | --------------------------- |
| 1  | Джордж Форман      | IBF           | 29 червня 1995                   | 46 років, 170 днів          |
| 2  | Віталій Кличко     | WBC           | 16 грудня 2013                   | 42 роки, 150 днів           |
| 3  | Володимир Кличко   | WBA, WBO, IBF | 28 листопада 2015                | 39 років, 248 днів          |
| 4  | Олег Маскаєв       | WBC           | 8 березня 2008                   | 39 років, 6 днів            |
| 5  | Джерсі Джо Уолкотт | NBA, NYSAC    | 23 вересня 1952                  | 38 років, 236 днів          |
| 6  | Олександр Усик     | WBA, WBC, WBO | наш день                         | 38 років, 6 місяців, 3 днів |
| 7  | Леннокс Льюїс      | WBC           | 6 лютого 2004                    | 38 років, 157 днів          |
| 8  | Евандер Холіфілд   | WBA           | 3 березня 2001                   | 38 років, 135 днів          |
| 9  | Корі Сандерс       | WBO           | 1 лютого 2004                    | 38 років, 25 днів           |
| 10 | Мухамед Алі        | WBA           | 18 жовтня 1979                   | 37 років, 274 днів          |

### Наймолодші чемпіони
Станом на липень 20, 2025.
|    | Ім'я            | Титул      | День              | Вік                |
| -- | --------------- | ---------- | ----------------- | ------------------ |
| 1  | Майк Тайсон     | WBC        | 22 листопада 1986 | 20 років, 145 днів |
| 2  | Флойд Паттерсон | NBA, NYSAC | 30 листопада 1956 | 21 років, 331 днів |
| 3  | Мухамед Алі     | WBA, WBC   | 25 лютого 1964    | 22 роки, 39 днів   |
| 4  | Джо Луїс        | NBA, NYSAC | 22 червня 1937    | 23 роки, 40 днів   |
| 5  | Джон Салліван   | лінійний   | 2 лютого 1882     | 23 роки, 110 днів  |
| 6  | Джек Демпсі     | лінійний   | 4 липня 1919      | 24 роки, 10 днів   |
| 7  | Джордж Форман   | WBA, WBC   | 22 лютого 1973    | 24 роки, 12 днів   |
| 8  | Джо Фрейзер     | NYSAC      | 4 березня 1968    | 24 роки, 52 днів   |
| 9  | Джеймс Джеффріс | лінійний   | 9 червня 1899     | 24 роки, 55 днів   |
| 10 | Майкл Доукс     | WBA        | 10 грудня 1982    | 24 роки, 122 днів  |

## Показники за ерою

### До 1921 року
В ранні роки, чемпіонство досягалося визнанням публіки і в подальшому передавалося «лінійно» в боях по Правилам маркіза Куїнсберрі. Бій між Джоном Салліваном та Домініком МакКефрі визнається істориками боксу в якості першого в історії поєдинку за титул чемпіона світу у важкій вазі. лінійне чемпіонство було єдиною формою титулу чемпіона до 2 липня 1921 року, коли Джек Демпсі став чемпіоном світу за версією Національної боксерської асоціації.
| Ім'я            | Титул    | Перемоги | Перемож. суперники |
| --------------- | -------- | -------- | ------------------ |
| Томмі Бернс     | лінійний | 11       | 9                  |
| Джек Джонсон    | лінійний | 7        | 7                  |
| Джеймс Джеффріс | лінійний | 8        | 6                  |
| Джек Демпсі     | лінійний | 3        | 3                  |
| Джеймс Корбетт  | лінійний | 2        | 2                  |
| Джесс Віллард   | лінійний | 2        | 2                  |

### Ера національних санкційних органів
Зростання популярності боксу призвела до заснування регіональних організацій. Головними санкційними органами вважалися Національна боксерська асоціація (НБА), створена в 1921 році, Спортивна комісія штату Нью-Йорк (NYSAC), заснована після того, як Закон Уокера легалізував бокс в Нью-Йорку в 1920, та Міжнародний союз боксу (IBU), заснований у 1911 році в Парижі у спробі створити авторитетну міжнародну організацію у професіональному боксі. НБА та NYSAC визнали своїм чемпіоном Джека Демпсі 2 липня 1921 року та 24 липня 1922 року відповідно.
| Ім'я               | Титул           | Перемоги | Перемож. суперники |
| ------------------ | --------------- | -------- | ------------------ |
| Джо Луїс           | NYSAC, НБА      | 27       | 22                 |
| Джек Демпсі        | NYSAC, НБА      | 3        | 3                  |
| Прімо Карнера      | NYSAC, НБА, IBU | 3        | 3                  |
| Джин Танні         | NYSAC, НБА      | 3        | 2                  |
| Макс Шмелінг       | NYSAC, НБА, IBU | 2        | 2                  |
| Соні Лістон        | NYSAC           | 2        | 1                  |
| Джерсі Джо Уолкотт | NYSAC, НБА      | 2        | 1                  |
| Джек Шаркі         | NYSAC, НБА, IBU | 1        | 1                  |
| Макс Баєр          | NYSAC, НБА, IBU | 1        | 1                  |
| Джеймс Бреддок     | NYSAC, НБА, IBU | 1        | 1                  |

### Перша міжнародна експансія
Зростання популярності боксу за межами США призвело до заснування організацій, посилюючих свій вплив за міжнародній сцені (в першу чергу Британська комісія з питань боксу (BBBofC)). Це призвело до зростаючої кількості боксерів, котрі себе вважали «легітимними» чемпіонами. Розкол був вирішений після другої світової війни заснуванням Комітету світового чемпіонства (WCC). Комітет був розформований в 1955 році, коли НБА, разом зі своїми новими членами (федерації Мексики, Далекого Сходу та Південної Америки, а також комісії Філіппін та Таїланду) покинули WCC посилаючись на відсутність контролю над організацією. 23 серпня 1962 року НБА була реформована у Світову боксерську асоціацію зі штаб-квартирою в Панамі.
| Ім'я            | Титул      | Перемоги | Перемож. суперники |
| --------------- | ---------- | -------- | ------------------ |
| Еззард Чарльз   | НБА, NYSAC | 9        | 8                  |
| Флойд Паттерсон | НБА, NYSAC | 8        | 7                  |
| Роккі Марчіано  | НБА, NYSAC | 7        | 5                  |

### Друга міжнародна експансія
Наступного року NYSAC разом з Європейським союзом боксу та BBBofC підтримали заснування Світової боксерської ради (WBC) в противагу WBA. WBC була офіційно створена 15 лютого 1963 року в Мехіко за підтримки 11 держав (США, Пуерто-Рико, Аргентина, Велика Британія, Франція, Мексика, Філіппіни, Панама, Чилі, Перу, Венесуела and Бразилія), чиї представники були запрошені Президентом Мексики Адольфо Лопесом Матеосом. Причиною стало небажання WBA розвивати професіональний бокс за межами США. В квітні 1983 року, члени Асоціації боксу США (USBA) проголосували за розширення організації та сформування USBA-International. Організація пізніше була перейменована в Міжнародну боксерську федерацію (IBF). Четвертий санкціонований орган, Світова боксерська організація (WBO), була заснована в 1988 році в місті Сан-Хуан, Пуерто-Рико, групою місцевих бізнесменів. На відміну від IBF, котра відразу досягла міжнародного визнання завдяки Ларрі Голмсу (відмовився від титулу WBC і став першим чемпіоном за версією IBF), WBO змогла досягти визнання лише наприкінці 90х—початку 00х. WBA стала першою з трьох організацій, котра визнавала чемпіонів WBO на рівні з чемпіонами WBC та IBF.
Станом на 2018 рік, Міжнародний зал слави боксу (англ. International Boxing Hall of Fame) визнає WBO, WBC, IBF та WBA в якості головних організацій професіонального боксу.
Keys:
     діючий чемпіон
Примітка 1: другорядні чемпіонства не враховуються
Примітка 2: курсивом виділені чемпіони, котрі не здобули чемпіонства лінійного (29 серпня 1885—2 липня 1921), абсолютного (2 липня 1921—наш час) або за версією The Ring

#### Найбільша кількість переможених суперників в бою за титул
| Ім'я             | Титул              | Перемож. суперники |
| ---------------- | ------------------ | ------------------ |
| Володимир Кличко | WBA, WBO, IBF      | 23                 |
| Мухамед Алі      | WBA, WBC           | 21                 |
| Ларрі Голмс      | WBC, IBF           | 20                 |
| Леннокс Льюїс    | WBA, WBC, IBF      | 15                 |
| Віталій Кличко   | WBC, WBO           | 15                 |
| Майк Тайсон      | WBA, WBC, IBF      | 11                 |
| Евандер Холіфілд | WBA, WBC, IBF      | 9                  |
| Деонтей Уайлдер  | WBC                | 8                  |
| Ентоні Джошуа    | WBA, WBO, IBF      | 8                  |
| Микола Валуєв    | WBA                | 5                  |
| Джордж Форман    | WBA, WBC, IBF      | 5                  |
| Кріс Бьорд       | WBO, IBF           | 5                  |
| Джо Фрейзер      | WBA, WBC           | 5                  |
| Джон Руїз        | WBA                | 4                  |
| Майкл Мурер      | WBA, IBF           | 4                  |
| Леймон Брюстер   | WBO                | 4                  |
| Тайсон Ф'юрі     | WBA, WBC, IBF, WBO | 4                  |

#### Найбільша кількість перемог в бою за титул
| Ім'я             | Титул              | Перемоги |
| ---------------- | ------------------ | -------- |
| Володимир Кличко | WBA, WBO, IBF      | 25       |
| Мухамед Алі      | WBA, WBC           | 22       |
| Ларрі Голмс      | WBC, IBF           | 20       |
| Леннокс Льюїс    | WBA, WBC, IBF      | 15       |
| Віталій Кличко   | WBC, WBO           | 15       |
| Майк Тайсон      | WBA, WBC, IBF      | 12       |
| Евандер Холіфілд | WBA, WBC, IBF      | 10       |
| Деонтей Уайлдер  | WBC                | 9        |
| Ентоні Джошуа    | WBA, WBO, IBF      | 8        |
| Микола Валуєв    | WBA                | 6        |
| Олександр Усик   | WBA, WBC, IBF, WBO | 6        |
| Джордж Форман    | WBA, WBC, IBF      | 5        |
| Кріс Бьорд       | WBO, IBF           | 5        |
| Джо Фрейзер      | WBA, WBC           | 5        |
| Тайсон Ф'юрі     | WBA, WBC, IBF, WBO | 5        |

#### Найбільша кількість суперників переможених під час одного чемпіонського терміну
| Ім'я             | Порядк. номер чемпіонства | Титул              | Перемож. суперники |
| ---------------- | ------------------------- | ------------------ | ------------------ |
| Ларрі Голмс      | 1ий                       | WBC-to-IBF         | 19                 |
| Володимир Кличко | 2ий                       | WBA, WBO, IBF      | 17                 |
| Мухамед Алі      | 2ий                       | WBA, WBC           | 10                 |
| Майк Тайсон      | 1ий                       | WBA, WBC, IBF      | 9                  |
| Мухамед Алі      | 1ий                       | WBA, WBC           | 9                  |
| Віталій Кличко   | 3ій                       | WBC                | 9                  |
| Деонтей Уайлдер  | 1ий                       | WBC                | 9                  |
| Леннокс Льюїс    | 2ий                       | WBA, WBC, IBF      | 8                  |
| Ентоні Джошуа    | 1ий                       | WBA, WBO, IBF      | 6                  |
| Володимир Кличко | 1ий                       | WBO                | 5                  |
| Евандер Холіфілд | 2ий                       | WBA, IBF           | 4                  |
| Джо Фрейзер      | 1ий                       | WBA, WBC           | 4                  |
| Кріс Бьорд       | 2ий                       | IBF                | 4                  |
| Евандер Холіфілд | 1ий                       | WBA, WBC, IBF      | 3                  |
| Микола Валуєв    | 1ий                       | WBA                | 3                  |
| Джон Руїз        | 2ий                       | WBA                | 3                  |
| Леннокс Льюїс    | 1ий                       | WBC                | 3                  |
| Леймон Брюстер   | 1ий                       | WBO                | 3                  |
| Тайсон Ф'юрі     | 2ий                       | WBC                | 3                  |
| Олександр Усик   | 1ий                       | WBA, WBC, IBF, WBO | 3                  |

#### Найдовша серія захистів титулу чемпіона світу
| Ім'я             | Порядк. номер чемпіонства | Титул              | Серія |
| ---------------- | ------------------------- | ------------------ | ----- |
| Ларрі Голмс      | 1ий                       | WBC-to-IBF         | 19    |
| Володимир Кличко | 2ий                       | WBA, WBO, IBF      | 18    |
| Мухамед Алі      | 2ий                       | WBA, WBC           | 10    |
| Майк Тайсон      | 1ий                       | WBA, WBC, IBF      | 9     |
| Мухамед Алі      | 1ий                       | WBA, WBC           | 9     |
| Віталій Кличко   | 3ій                       | WBC                | 9     |
| Деонтей Уайлдер  | 1ий                       | WBC                | 9     |
| Леннокс Льюїс    | 2ий                       | WBA, WBC, IBF      | 9     |
| Ентоні Джошуа    | 1ий                       | WBA, WBO, IBF      | 6     |
| Володимир Кличко | 1ий                       | WBO                | 5     |
| Олександр Усик   | 1ий                       | WBA, WBC, IBF, WBO | 5     |
| Евандер Холіфілд | 2ий                       | WBA, IBF           | 4     |
| Джо Фрейзер      | 1ий                       | WBA, WBC           | 4     |
| Кріс Бьорд       | 2ий                       | IBF                | 4     |
| Евандер Холіфілд | 1ий                       | WBA, WBC, IBF      | 3     |
| Микола Валуєв    | 1ий                       | WBA                | 3     |
| Джон Руїз        | 2ий                       | WBA                | 3     |
| Леннокс Льюїс    | 1ий                       | WBC                | 3     |
| Леймон Брюстер   | 1ий                       | WBO                | 3     |
| Тайсон Ф'юрі     | 2ий                       | WBC                | 3     |

## Показники за країною (окрім США)

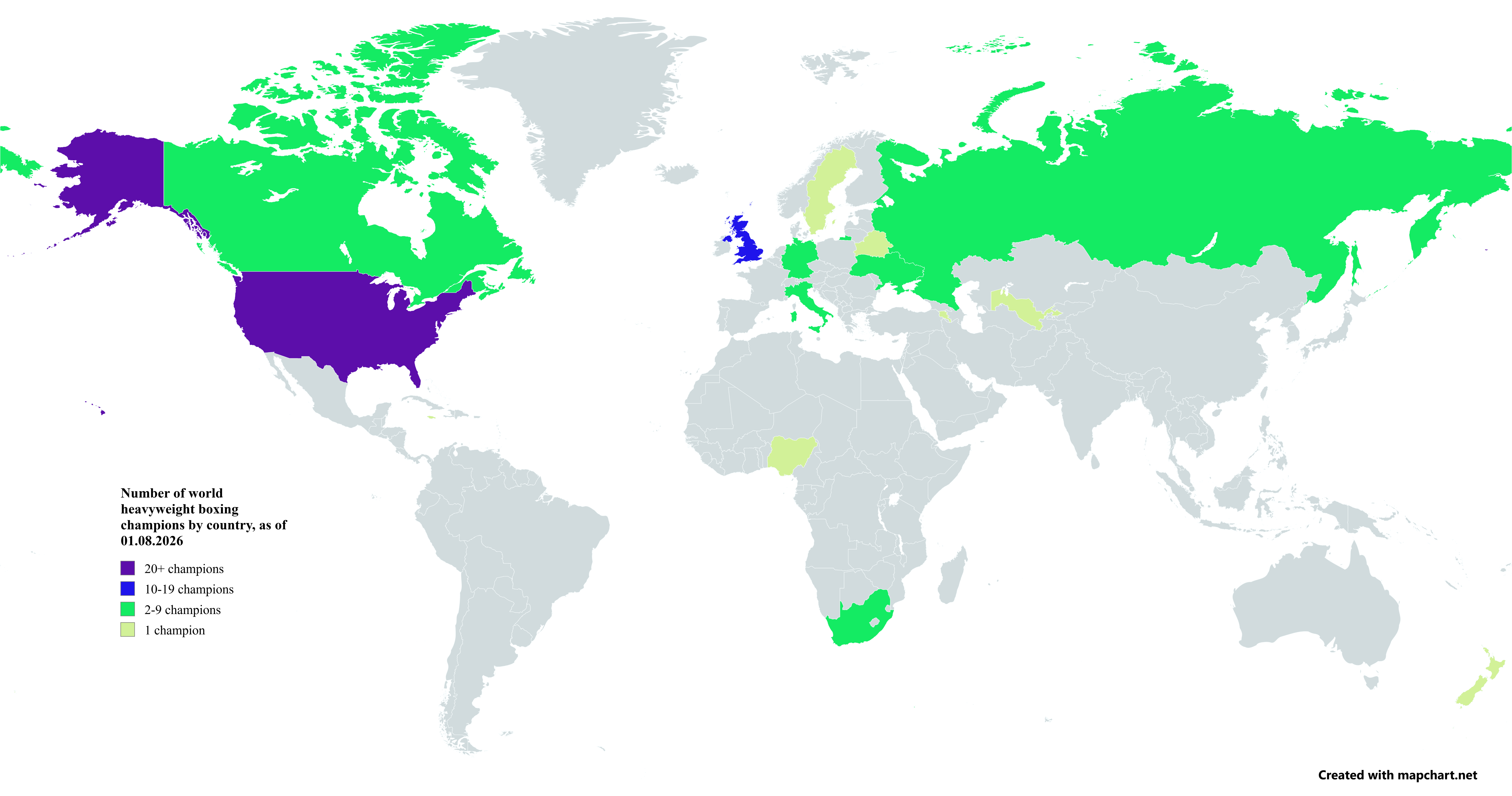
Кількість чемпіонів світу з боксу у важкій вазі за країною (станом на грудень 2024).

В список включені чемпіони світу не зі США. Списки не враховують бої за титул «лінійного» чемпіона та чемпіона за версією The Ring після 2 липня 1921 року.
Примітка: другорядні чемпіонства не враховуються

### Перемоги та переможені суперники— усі чемпіонські терміни
| Країна          | Кількість чемпіонів | Чемпіони | Перемоги | Переможені суперники |
| --------------- | ------------------- | --- | -------- | -------------------- |
| Україна         | 3                   | Віталій Кличко, Володимир Кличко, Олександр Усик                                                             | 46       | 40                   |
| Велика Британія | 7                   | Боб Фітціммонс, Леннокс Льюїс, Френк Бруно, Гербі Гайд, Девід Хей, Тайсон Ф'юрі, Ентоні Джошуа, Денієл Дюбуа | 38       | 34                   |
| Канада          | 3                   | Томмі Бернс, Леннокс Льюїс, Тревор Бербік, Бермейн Стіверн                                                   | 30       | 28                   |
| Росія           | 3                   | Микола Валуєв, Олег Маскаєв, Султан Ібрагімов                                                                | 9        | 7                    |
| Італія          | 1                   | Прімо Карнера                                                                                                | 3        | 3                    |
| Узбекистан      | 1                   | Руслан Чагаєв                                                                                                | 3        | 3                    |
| Нова Зеландія   | 1                   | Джозеф Паркер                                                                                                | 3        | 3                    |
| ПАР             | 2                   | Джеррі Кутзее, Корі Сандерс                                                                                  | 2        | 2                    |
| Німеччина       | 1                   | Макс Шмелінг                                                                                                 | 2        | 2                    |
| Швеція          | 1                   | Інгемар Юганссон                                                                                             | 1        | 1                    |
| Білорусь        | 1                   | Сергій Ляхович                                                                                               | 1        | 1                    |
| Нігерія         | 1                   | Семюель Пітер                                                                                                | 1        | 1                    |
| Мексика         | 1                   | Енді Руїз | 1        | 1                    |

### Перемоги та переможені суперники— усі чемпіонські терміни чемпіонів абсолютних/лінійних/The Ring
Список не враховує бої за титул «лінійного» чемпіона та чемпіона за версією The Ring після 2 липня 1921 року, однак до списку включені лише чемпіони, котрі змогли виграти титул абсолютний (2 липня 1921—наш час), лінійний (29 серпня 1885—2 липня 1921), The Ring.
| Країна          | Кількість чемпіонів | Чемпіони                                         | Перемоги | Переможені суперники |
| --------------- | ------------------- | ------------------------------------------------ | -------- | -------------------- |
| Україна         | 3                   | Віталій Кличко, Володимир Кличко, Олександр Усик | 46       | 40                   |
| Канада          | 1                   | Томмі Бернс, Леннокс Льюїс                       | 28       | 26                   |
| Велика Британія | 3                   | Боб Фітціммонс, Леннокс Льюїс, Тайсон Ф'юрі      | 21       | 20                   |
| Італія          | 1                   | Прімо Карнера                                    | 3        | 3                    |
| Німеччина       | 1                   | Макс Шмелінг                                     | 2        | 2                    |
| Швеція          | 1                   | Інгемар Юганссон                                 | 1        | 1                    |

### Перемоги та переможені суперники— чемпіонські терміни чемпіонів абсолютних/лінійних/The Ring з чемпіонствами абсолютними/лінійними/The Ring/об'єднаними, перемогами над чемпіонами світу
До списку враховані лише чемпіонські терміни, під час яких чемпіон:
- здобув титул абсолютний (2 липня 1921—наш час), лінійний (29 серпня 1885—2 липня 1921), The Ring
- об'єднав титули[7][8][9][10]
- переміг бійця
  - а) змушеного відмовитися від титулу чемпіона перед самим поєдинком за правилами організації
  - б) котрий невдовзі після поєдинку, а точніше під час чинного чемпіонського терміну переможця, здобув чемпіонство іншої організації.

| Країна          | Кількість чемпіонів | Чемпіони                                         | Перемоги | Переможені суперники |
| --------------- | ------------------- | ------------------------------------------------ | -------- | -------------------- |
| Україна         | 3                   | Віталій Кличко, Володимир Кличко, Олександр Усик | 33       | 28                   |
| Канада          | 2                   | Томмі Бернс, Леннокс Льюїс                       | 25       | 23                   |
| Велика Британія | 3                   | Боб Фітціммонс, Леннокс Льюїс, Тайсон Ф'юрі      | 17       | 16                   |
| Італія          | 1                   | Прімо Карнера                                    | 3        | 3                    |
| Німеччина       | 1                   | Макс Шмелінг                                     | 2        | 2                    |
| Швеція          | 1                   | Інгемар Юганссон                                 | 1        | 1                    |

### Серія захистів титулу та переможені суперники під час серії
| Країна          | Чемпіон          | Серія захистів | Переможені суперники |
| --------------- | ---------------- | -------------- | -------------------- |
| Україна         | Володимир Кличко | 18             | 17                   |
| Канада          | Томмі Бернс      | 11             | 9                    |
| Велика Британія | Леннокс Льюїс    | 9              | 8                    |
| Росія           | Микола Валуєв    | 6              | 5                    |
| Італія          | Прімо Карнера    | 2              | 2                    |
| Узбекистан      | Руслан Чагаєв    | 2              | 2                    |
| Нова Зеландія   | Джозеф Паркер    | 2              | 2                    |
| Німеччина       | Макс Шмелінг     | 1              | 1                    |